# Monte Camiolo
Il monte Camiolo (Camiöl nella parlata locale) è una montagna delle Prealpi Bresciane e Gardesane appartenente al gruppo del Tombea-Manos e con la sua Cima Camiolo, detta anche Pesòc, raggiunge i 1.235 m.s.l.m..

## Geografia fisica
Situato nel territorio comunale di Magasa e Valvestino fa parte del Parco Alto Garda Bresciano. Il luogo è stato fino a decenni scorsi dopo l'abbandono dell'agricoltura di montagna degli ultimi contadini, una zona d'alpeggio e coltivazione del foraggio, un'area dedicata alla produzione del formaggio.

### Descrizione fisica
La popolazione locale della Val Vestino considera la montagna di Camiolo un territorio piuttosto vasto che denota un articolato insieme di cime, passi, sentieri, pozze d'acqua, fondi agricoli e boschi. Quasi sempre, si indica “Camiolo” non tanto riferendosi alla cima da cui in realtà non prende il nome, detta Pesòc, piuttosto intendendo complessivamente la zona nel significato estensivo descritto.
La montagna si presenta caratterizzata da vaste zone boscose e praterie con fondi rurali adibiti in passato alla coltivazione dei foraggi e all'allevamento del bestiame. Comunemente viene divisa dai locali in tre zone geografiche: la zona sommitale, mediana e basale e le località o i fondi rustici, di norma, derivano da antroponimici, ossia prendono il nome o il soprannome dei singoli o delle famiglie proprietarie.
La sommità è chiamata Camiolo di Cima e comprende, partendo da nord verso sud, la località del fondo Olva, i fondi detti dei Cioaröi e dei Bendoi, i ruderi del fondo detto Fienile del Fö (faggio), il passo di Bocca Croce (1.061 m.), il fondo Apene, il monte Pine con i suoi 1.225 m., il fondo Casì ex proprietà del legato Marzadri, il Dosso Tondo, il fondo Pesòc, la Cima Camiolo, la vetta del monte alta 1.235 metri e il fondo Prà Snidio; la zona mediana è detta Camiolo di Mezzo, Mess nel dialetto locale, conn i due fondi Pir e il fondo della Fabbrica edificato nel 1877 da Filippo Viani, mentre la parte bassa, Camiolo di Fondo con la località boscosa di Paüe nella parte nord-est, le località fondo Fornaci, fondo Massa dei Bernàrc, fondo Massa dei Boter, fondo Massa dei Mangane, i ruderi del fondo Sebaghe, i ruderi del fondo Vianì, i ruderi del fondo Celi e fondo Mangana.
Non vi è la presenza in tutto il suo territorio di nessuna falda acquifera e in passato ogni rustico era servito per uso alimentare o per l'abbeverata del bestiame dalle cisterne o dalle pozze d'acqua piovana. A sostegno della passata economia agricola sono presenti i ruderi delle fornaci dedite alla produzione di calcina e coppi e numerose aie di carbonaie, dette "giài".
Il valico di Bocca alla Croce o Croce di Camiolo è una zona storica e leggendaria della Val Vestino, collocato a quota 1.061 m, separa la dorsale principale del monte Camiolo dalla valle del Droanello con quella del torrente Magasino ed è raggiungibile in auto, su strada sterrata e con permesso di trandito, dal comune di Magasa o Valvestino e vi è una piazzola per l'atterraggio dell'elicottero di soccorso. Il toponimo deriva dall'incrocio dei quattro sentieri e dall'ampiezza del passo che li mettono in comunicazione a nord con Magasa, il monte Mangà, il monte Gosauer, a sud con Camiolo di Cima a sud est con Droane, Tavagnone e a nord est con il Fornello-Cima Rest-Cadria. Qui vi transitò la storia della Val Vestino fatta da mercanti, contadini, cavallari, carbonai e banditi del XVII e XVII secolo, dagli eserciti della Repubblica di Venezia nel 1526, dai garibaldini nel 1866 e da quello italiano nel 1915.

## Origine del nome
L'origine del nome è completamente sconosciuta e potrebbe derivare dal nome medioevale "Camiolus", un'alterazione dialettale del termine latino medioevale "cameolus", col significato di "cammeo" o "cameo", come a indicare il proprietario della montagna. Il nome era pure in uso soprattutto presso i popoli slavi, anche come forma alterata del nome "Camillus". Anche la similitudine con l'omonimo cognome è ancora da dimostrare, difatti, secondo alcuni, questo deriverebbe dal termine dialettale arcaico "camiolo" che significa vignaiolo. Storicamente la coltivazione della vite sulle pendici del monte non è documentata mentre era praticata con certezza, fino alla fine dell'Ottocento, poco distante, a Turano, in località Ganone e a Ranch, nel comune di Magasa.
Il nome del monte Camiolo compare la prima volta in una pergamena del 31 ottobre del 1511 quando i rappresentanti delle comunità della Val Vestino procedettero alla sua spartizione terriera sotto l'egida del conte Bartolomeo Lodron. Il monte è pure citato negli statuti comunali di Magasa del 1589 in un articolo che prevedeva il divieto a chiunque di tagliare la legna nelle pertinenze della suddetta montagna e in una relazione del provveditore veneto di Salò del 1613 riguardo alla viabilità prossima ai confini della Serenissima.
Nell'"Atlas Tyrolensis" del cartografo Peter Anich, stampato a Vienna nel 1774, viene indicato come Camiol assieme ai vicini monte Tavagnone e al monte Pinedo, mentre Arnaldo Gnagna nel suo "Vocabolario topografico-toponomastico della provincia di Brescia", edito nel 1939, riporta a pagina 124, la cima con il termine plurale di Camiole e il pendio della montagna a nord-est come Camiola.
La cima Camiolo detta anche localmente Pesòc è un termine che sembra derivare, come per il vicino monte Pizzocolo, dalla parola germanica "spitz" che significa punta, appuntita e dalla voce celtica "higel" che indica un'elevazione o una collina, quindi il significato finale sarebbe quello di indicare un monte con la cima appuntita, come lo è in realtà.

## Storia

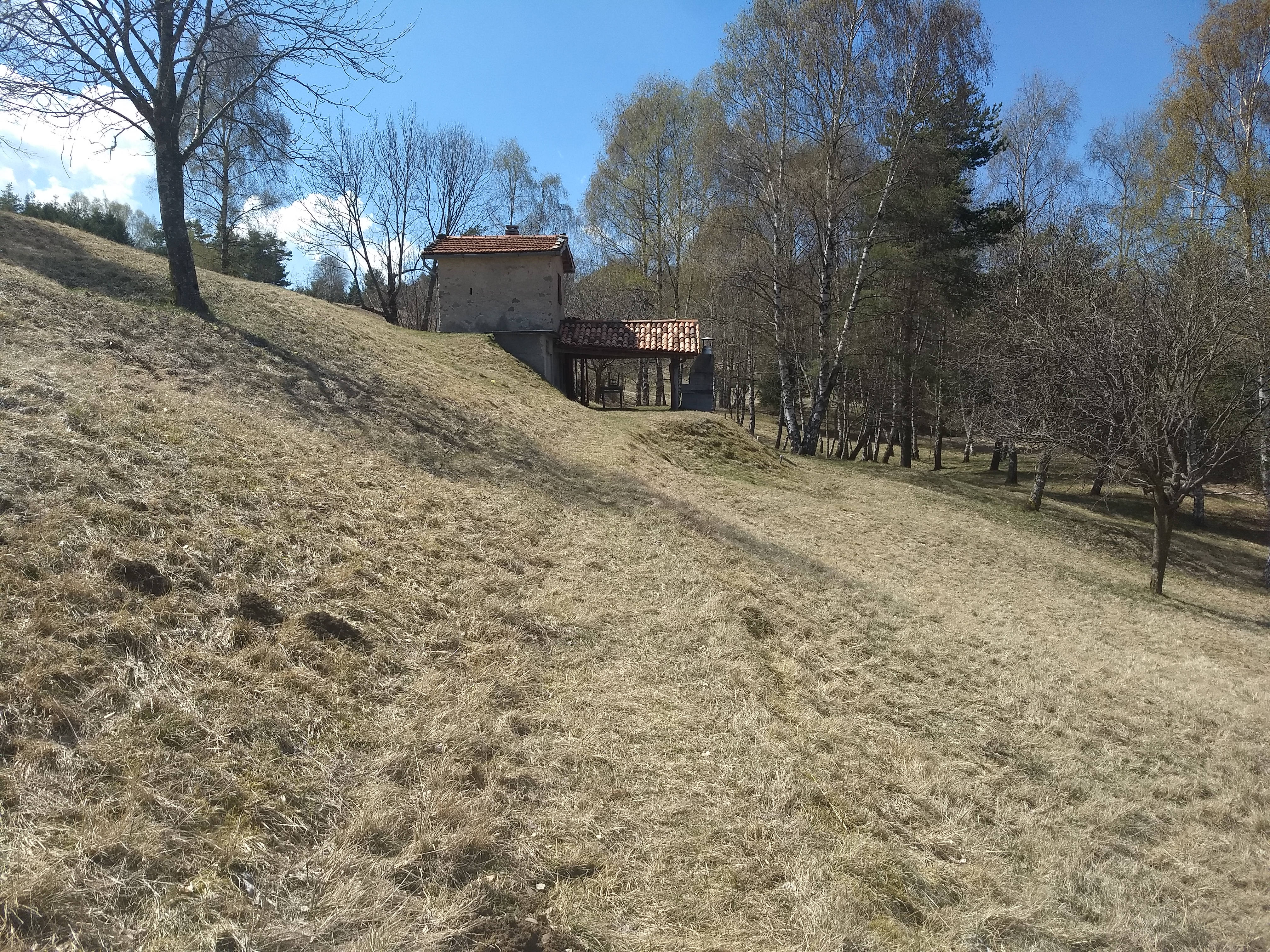
Località Casì a monte Camiolo di Cima. Il fondo agricolo fu di proprietà della famiglia Marzadri di Turano e successivamente fu istituito a legato per le necessità dei più bisognosi comprendendo pure l'esercizio di un roccolo. Lecitamente si ipotizza che la proprietà del fondo fosse appartenuta nel 1600, tramite un'eredità materna, alla famiglia di Eliseo Baruffaldi, bandito di Turano

Nei secoli passati in special modo tra il 1426 e il 1796, data la sua posizione strategica sul limitare del confine di stato tra la Repubblica di Venezia e il Principato vescovile di Trento, la zona del monte Camiolo suscitò nei provveditori veneti di Salò un'assillante attenzione su ogni possibile movimento nemico che attraverso i passi o sentieri che dalla Val Vestino poteva minacciare la Riviera di Salò. Così il nome del monte viene menzionato nella relazione che il provveditore Melchior Zane, datata 3 giugno 1621, inviò segretamente al Consiglio dei Pregadi ove affermava che: "[...] Il secondo passo che entra in comune di Gargnano è quello di Cocca di Pavolon con due strade. Una viene da Cadria, luogo della Val Vestino, passando per la montagna di Risech del comun di Tignale, con cavalli e pedoni e l'altra da Camiolo, luogo di detta Valle, sale sul monte del Pinedo del comun di Gargnano e va nel fiume di Droane, venendo addirittura della Cocca di Pavolon".
Tra i vari proprietari dei fondi agricoli vi era la famiglia Marzadri e quella del noto bandito Eliseo Baruffaldi di Turano. Numerose erano le fornaci in funzione, tra queste quella attivata nel 1860 da Carlo Mora della Val di Ledro. Nel luglio del 1866 durante la terza guerra di indipendenza fu percorso da una colonna di garibaldini del 2º Reggimento Volontari Italiani proveniente da Droane e diretta alla volta di Magasa e lo stesso accadde nel giugno del 1915 con i fanti del Regio esercito italiano.
È stato più volte interessato con il monte Tavagnone e la valle del Droanello di devastanti boschivi nel versante sud est, che ne hanno pregiudicato la forestazione spontanea di pini silvestri, ultimo quello del 28 e 29 giugno del 2021.

### 1511, la grande divisione di pascoli e boschi dei monti Camiolo, Tombea, Dos di Sas e della costa di Ve
Lo studio compiuto da don Mario Trebeschi , ex parroco di Limone del Garda, di una sgualcita e a tratti illeggibile pergamena conservata presso l’Archivio Parrocchiale di Magasa, portò a conoscenza dell’intensivo sfruttamento dei pascoli d’alpeggio, dei boschi, delle acque torrentizie in Val Vestino che fu spesso causa di interminabili e astiose liti fra le sei comunità. In special modo nelle zone contese dei monti Tombea e Camiolo; ognuna di esse rivendicava, più o meno fortemente, antichi diritti di possesso o transito, con il risultato che il normale e corretto uso veniva compromesso da continui sconfinamenti di mandrie e tagli abusivi di legname. Pertanto agli inizi del Cinquecento, onde evitare guai peggiori, si arrivò in due fasi successive con l’arbitrariato autorevole dei conti Lodron ad una spartizione di questi luoghi tra le varie ville o “communelli”. Infatti questi giocarono un ruolo attivo nella vicenda, persuadendo energicamente le comunità alla definitiva risoluzione del problema con la sottoscrizione di un accordo che fosse il più equilibrato possibile, tanto da soddisfare completamente ed in maniera definitiva le esigenti richieste delle numerose parti in causa. Il 5 luglio del 1502 il notaio Delaido Cadenelli della   Valle di Scalve  redigeva a Turano sotto il portico adibito a cucina della casa di un tale Giovanni, un atto di composizione tra Armo e Magasa per lo sfruttamento consensuale della confinante valle di Cablone (nel documento Camlone, situata sotto il monte Cortina). Erano presenti i deputati di Armo: Bartolomeo, figlio di Faustino, e Stefenello, figlio di Lorenzo; per Magasa: Antoniolo, figlio di Giovanni Zeni, e Viano, figlio di Giovanni Bertolina. Fungevano da giudici d’appello i conti Francesco, Bernardino e Paride, figli del sopra menzionato Giorgio, passati alla storia delle cronache locali di quei tempi, come uomini dotati di una ferocia sanguinaria.  Il 31 ottobre del 1511 nella canonica della chiesa di San Giovanni Battista di Turano, Bartolomeo, figlio del defunto Stefanino Bertanini di Villavetro , notaio pubblico per autorità imperiale, stipulava il documento della più grande divisione terriera mai avvenuta in Valle, oltre un terzo del suo territorio ne era interessato. Un primo accordo era già stato stipulato il 5 settembre del 1509 dal notaio Girolamo Morani su imbreviature del notaio Giovan Pietro Samuelli di Liano, ma in seguito all’intervento di alcune variazioni si era preferito, su invito dei conti Bernardino e Paride, revisionare completamente il tutto e procedere così ad una nuova spartizione. Alla presenza del conte Bartolomeo, figlio del defunto Bernardino, venivano radunati come testimoni il parroco Bernardino, figlio del defunto Tommaso Bertolini, Francesco, figlio di Bernardino Piccini, tutti e due di Gargnano, il bergamasco Bettino, figlio del defunto Luca de Medici di San Pellegrino, tre procuratori per ogni Comune, ad eccezione di quello di Bollone che non faceva parte della contesa (per Magasa presenziavano Zeno figlio del defunto Giovanni Zeni, Pietro Andrei, Viano Bertolini), e si procedeva solennemente alla divisione dei beni spettanti ad ogni singolo paese. A Magasa veniva attribuita la proprietà del monte Tombea fino ai prati di Fondo comprendendo l’area di pertinenza della malga Alvezza e l’esclusiva di tutti i diritti di transito; una parte di territorio boscoso sulla Cima Gusaur e sul dosso delle Apene a Camiolo, in compenso pagava 400 lire planet alle altre comunità come ricompensa dei danni patiti per la privazione dei sopraddetti passaggi montani. Alcune clausole stabilivano espressamente che il ponte di Nangone (Vangone o Nangù nella parlata locale) doveva essere di uso comune e che lungo il greto del torrente Toscolano si poteva pascolare liberamente il bestiame e usarne l’acqua per alimentare i meccanismi idraulici degli opifici. Al contrario il pascolo e il taglio abusivo di piante veniva punito severamente con una multa di 10 soldi per ogni infrazione commessa. 
Alla fine dopo aver riletto il capitolato, tutti i contraenti dichiaravano di aver piena conoscenza delle parti di beni avute in loro possesso, di riconoscere che la divisione attuata era imparziale e di osservare rispettosamente gli statuti, gli ordini, le provvisioni e i decreti dei conti Lodron, signori della comunità di Lodrone e di quelle di Val Vestino.  Poi i rappresentanti di Armo, Magasa, Moerna, Persone e Turano giuravano, avanti il conte Bartolomeo Lodron, toccando i santi vangeli, di non contraffarre e contravvenire la presente divisione terriera e, con il loro atto, si sottoponevano al giudizio del foro ecclesiastico e ai sacri canoni di Calcedonia.

### I primi giorni della Grande Guerra. L'avanzata dei bersaglieri italiani
Cima Gusaur e Cima Manga in Val Vestino facevano parte fin dall'inizio della Grande Guerra dell'Impero austro-ungarico e furono conquistate dai bersaglieri italiani del 7º Reggimento nel primo giorno del conflitto, il 24 maggio 1915, sotto la pioggia. In vista dell’entrata in guerra del Regno di Italia contro l’Impero austro-ungarico, il Reggimento fu mobilitato sull’Alto Garda occidentale, inquadrato nella 6ª Divisione di fanteria del III Corpo d’Armata ed era composto dai Battaglioni 8°, 10° e 11° bis con l'ordine di raggiungere in territorio ostile la prima linea Cima Gusaner (Cima Gusaur)-Cadria e poi quella Bocca di Cablone-Cima Tombea-Monte Caplone a nord.
Il 20 maggio i tre Battaglioni del Reggimento raggiunsero Liano e Costa di Gargnano, Gardola a Tignale e Passo Puria a Tremosine in attesa dell’ordine di avanzata verso la Val Vestino. Il 24 maggio i bersaglieri avanzarono da Droane verso Bocca alla Croce sul monte Camiolo, Cima Gusaur e l'abitato di Cadria, disponendosi sulla linea che da monte Puria va a Dosso da Crus passando per Monte Caplone, Bocca alla Croce e Cima Gusaur.
Lo stesso 24 maggio, da Cadria, il comandante, il colonnello Gianni Metello, segnalò al Comando del Sottosettore delle Giudicarie che non si trovavano traccia, né si sapeva, di lavori realizzati in Valle dal nemico, le cui truppe si erano ritirate su posizioni tattiche al di là di Val di Ledro. Evidenziava che nella zona, priva di risorse, con soltanto vecchi, donne e fanciulli, si soffriva la fame. Il giorno seguente raggiunsero il monte Caplone ed il monte Tombea senza incontrare resistenza.
Lorenzo Gigli, giornalista, inviato speciale al seguito dell'avanzata del regio esercito italiano scrisse: "L'avanzata si è svolta assai pacificamente sulla strada delle Giudicarie; e uguale esito ebbe l'occupazione della zona tra il Garda e il lago d'Idro (valle di Vestino) dove furono conquistati senza combattere i paesi di Moerna, Magasa, Turano e Bolone. Le popolazioni hanno accolto assai festosamente i liberatori; i vecchi, le donne e i bambini (chè uomini validi non se ne trova no più) sono usciti incontro con grande gioia: I soldati italiani!
Gli austriaci, prima di andarsene, li avevano descritti come orde desiderose di vendetta. Ed ecco, invece, se ne venivano senza sparare un colpo di fucile...A Magasa un piccolo Comune della valle di Vestino i nostri entrarono senza resistenza. Trovarono però tutte le case chiuse. L'unica persona del paese che si potè vedere fu una vecchia. Le chiesero: "Sei contenta che siano venuti gli italiani?". La vecchia esitò e poi rispose con voce velata dalla paura: "E se quelli tornassero?". «Quelli», naturalmente, sono gli austriaci. Non torneranno più. Ma hanno lasciato in questi disgraziati superstiti un tale ricordo, che non osano ancora credere possibile la liberazione e si trattengono dall'esprimere apertamente la loro gioia pel timore di possibili rappresaglie. L'opera del clero trentino ha contribuito a creare e ad accrescere questo smisurato timore. Salvo rare eccezioni (nobilissima quella del principe vescovo di Trento, imprigionato dagli austriaci), i preti trentini sono i più saldi propagandisti dell'Austria. Un ufficiale mi diceva: "Appena entriamo in un paese conquistato, la prima persona che catturiamo è il prete. Ne vennero finora presi molti. È una specie di misura preventiva...".
Il 27 maggio occuparono più a nord Cima spessa e Dosso dell’Orso, da dove potevano controllare la Val d’Ampola, e il 2 giugno Costone Santa Croce, Casetta Zecchini sul monte Calva, monte Tremalzo e Bocchetta di Val Marza. Il 15 giugno si disposero tra Santa Croce, Casetta Zecchini, Corno Marogna e Passo Gattum; il 1º luglio tra Malga Tremalzo, Corno Marogna, Bocchetta di Val Marza, Corno spesso, Malga Alta Val Schinchea e Costone Santa Croce. Il 22 ottobre il 10º Battaglione entrò in Bezzecca, Pieve di Ledro e Locca, mentre l’11° bis si dispose sul monte Tremalzo. Nel 1916 furono gli ultimi giorni di presenza dei bersaglieri sul fronte della Val di Ledro: tra il 7 e il 9 novembre i battaglioni arretrarono a Storo e di là a Vobarno per proseguire poi in treno verso Cervignano del Friuli e le nuove destinazioni.

### La pratica dell'arte venatoria
Delle prime notizie sulla pratica della caccia in Valle, le apprendiamo da uno scritto del lontano 1840 del geografo Attilio Zuccagni-Orlandini, che scriveva riguardo all'economia locale: "Come gli abitanti di Val di Ledro, quelli di Val Vestina, traggono profitto dalla caccia degli uccelli, moltissimi prendendone per poi mandarli a vender fino a Brescia, così questi di Val Vestina trovano nella caccia e lucro e passatempo".
La montagna di Camiolo fu sempre tra i luoghi di caccia preferiti dei conti Bettoni, famiglia nobile originaria di Gargnano. Difatti il conte Ludovico Bettoni Cazzago, nativo di Brescia e vissuto nel corso dell'Ottocento, politico e senatore del Regno, è riportato dalle cronache di famiglia che preferiva la caccia vagante a beccacce, lepri, galli cedroni in Val Vestino o sulle montagne di Tremosine, ove si recava con grandi mute di cani, in compagnia dei suoi contadini e di molti amici, fra cui, Agostino Conter.
Più tardi, nel 1896, scriveva da Rasone di Gargnano su una rivista della caccia, un cacciatore a riguardo della pochezza di numeri della selvaggina e dei mezzi illegali praticati per cacciarla, compreso anche nelle montagne della Val Vestino. La firma dell'articolo è anonima, ma visto che il luogo era la residenza di montagna dei conti Bettoni, forse l'articolista apparteneva a quella nobile famiglia e si può supporre che fosse lo stesso conte Ludovico Bettoni: 
"Rasone di Gargnano, 11 ottobre.
Oggi abbiamo un tempo indiavolato, acqua, vento e nebbia ei tengono odiosa compagnia. Di fringuelli e di altri uccelli in genere se ne è fatto una ecatombe nei giorni scorsi, ma di beccacce qui non abbiamo avuto il bene di vedere una fino ad ora.
Il dispiacere viene lenito però da qualche pernice, coturna e lepre, ma in massima caccia magra. Non vi tenni parola della mia gita in Valle di Vestino, perché ebbi una quasi disillusione, quantonque sia stato più fortunato di tanti altri. Dalle risultanze debbo conchiudere che se non viene provveduto per tempo, la selvaggina stazionaria andrà presto a scomparire causa molteplici mezzi illegali che vengono impiegati per l'aucupio della medesima. Dalle relazioni che leggo posso con sicurezza ritenere che anche i cacciatori della pianura 
ottengono tisici risultati dalle loro cinegetiche escursioni, per cui si può ripetere che: "Se Messena piange, Sparta non ride". Miss". Aggiungeva il nostro a riguardo del fenomeno del bracconaggio: "La caccia in montagna praticata nei territori di Tignale, Tremosine, Cadria, Val Vestino, Bagolino, nella Valsesia ed in parte dell'alta Val Camonica, fatta eccezione alla regina del bosco, ha lasciato grati ricordi, pel fatto che di pernici, coturnici, pernici bianche, galli di monte e lepri se ne son fatte soddisfacenti prese, ad onta del crescente bracconaggio, che per non vedersi represso, va ogni giorno aumentando in audacia".
Nel 1940, il prefetto di Trento ritenuta l'opportunità di disporre fino a nuovo ordine il divieto assoluto di caccia e di uccellagione nel territorio della provincia di Brescia costituente la riserva di caccia di Valvestino, "la cui concessione è stata disposta con decreto del Prefetto di Trento in data 19 agosto 1931-IX, numero 23881/TII B, decretò ai sensi dell'articolo 23 del ricordato testo unico viene disposta, fino a nuovo ordine, il divieto assoluto di caccia e di uccellagione nella riserva di caccia di Valvestino, la concessione è stata disposta con decreto del Prefetto di Trento in data 19 a posta 11-1X, n. 3881/111 B. Il Comitato provinciale della caccia di Brescia è incaricato
della esecuzione del presente decreto. Il presente decreto sarà pubblicato nella Gazzetta Ufficiale del Regno.
Roma, ddl 22 dicembre 1940-XIX. Il ministro Tassinari".

## Luoghi di interesse

### La vecchia "calchèra" di Bocca della Croce
Il semicerchio di sassi biancastri e grigi, in parte crollati, invaso da erbacce, terriccio e piante di carpini, incassato nel terreno ed aperto su di un lato, è quanto rimane di questa vecchia "calchèra", cioè una fornace per la produzione della calce costruita nel secolo scorso da una famiglia di Turano presso il bivio del sentiero che scende a Droane, poco in là dalla Bocca della Croce verso la Costa delle Ombrìe.
Per la sua costruzione sono stati usati soprattutto blocchi di roccia calcarea, resistenti alle alte temperature (900 gradi) che si raggiungevano durante la "cottura" dei sassi.
Ogni ciclo di produzione richiedeva molte tonnellate di sassi di calcare escavati nelle vicinanze, altrettante di fascine di legna per il fuoco e di acqua. In fondo, in corrispondenza del foro da cui sarebbe stata continuamente alimentata, veniva posta la legna. Sopra venivano poi accumulati i sassi calcarei per tutta l'altezza della calchèra. Il tutto era infine ricoperto da uno strato di argilla o terra con fori di sfiato. La cottura durava circa una settimana ed era controllata notte e giorno: una volta conclusa, si attendeva per alcuni giorni, il raffreddamento del materiale. Scoperchiando la calchèra, i sassi ormai trasformati in calce viva, venivano estratti con spessi guanti o con il badile. Il processo di lenta cottura in assenza di ossigeno, aveva trasformato il carbonato di calcio in ossido di calcio, estremamente caustico, la calce viva. Quest'ultima mescolata con l'acqua, si sarebbe trasformata nella "calce spenta", che un tempo aveva molteplici utilizzi. Innanzi tutto mescolata alla sabbia come legante in edilizia, ma anche, aspersa sulle pareti di case e delle stalle, come imbiancante dalle proprietà fortemente disinfettanti.

### La pozza d'abbeverata
La pozza presente nel versante sud ovest del Monte oltre il fondo Corsetti, detta "lavàc", ha un ruolo fondamentale per il mantenimento dell'attività pascoliva del bestiame selvatico, ma anche per la tutela della biodiversità degli habitat e delle specie, anfibi in particolare, che attraverso questi specchi d’acqua possono trovare un luogo ideale per la loro riproduzione.
La tradizione locale riporta che, data la mancanza nella zona di sorgenti e corsi d'acqua, la pozza esistesse da secoli e la tecnica per realizzarla consistesse in uno scavo manuale nell'area di impluvio del pendio della montagna per facilitare il successivo riempimento con la raccolta naturale dell'acqua piovana, di percolazione o dello scioglimento della neve. 
Il problema principale incontrato dai contadini consisteva nell'impermeabilizzazione del fondo: spesso il semplice calpestio del bestiame, con conseguenze compattazione del suolo, non era sufficiente a garantire la tenuta dell'acqua a causa del basso contenuto in argilla del terreno presente, per cui era necessario distribuire sul fondo uno strato di buon terreno argilloso reperito nelle immediate vicinanze. Ma ciò non essendo possibile causa la diversità del terreno, sul fondo veniva compattato uno spesso strato di terra e fogliame di faggio, in grado di costituire un feltro efficace a trattenere l'acqua. Per garantire un sufficiente apporto di acqua necessario al riempimento della pozza, o per incrementarlo, spesso era necessario realizzare piccole canalizzazioni superficiali, scavate lungo il versante adiacente per intercettarne anche una modesta quantità. La manutenzione periodica, di norma annuale, consisteva principalmente nell'asporto del terreno scivolato all'interno per il continuo calpestio del bestiame in abbeverata e dell'insoglio della fauna selvatica. Si provvedeva inoltre alla ripulitura della vegetazione acquatica per mantenere la funzionalità della pozza evitando che vi si accrescesse eccessivamente all'interno accelerandone il naturale processo di interramento.
In queste fasi veniva posta particolare attenzione in quanto si correva il rischio di rompere la continuità dello strato impermeabile e comprometterne la funzionalità; si preferiva ad esempio non rimuovere eventuali massi presenti sul fondo.
La pozza caduta in disuso da decenni, fu rimaneggiata dall'ERSAF Lombardia nel 2004-2007 con il "progetto Life natura riqualificazione della biocenosi in Valvestino e Corno della Marogna". Essa è stata progettate per consentire nuovamente al bestiame e ai selvatici di accedervi anche fino al fondo della pozza quando l’acqua è poca. In passato quasi ogni fondo agricolo privato era dotato di una pozza d'acqua mentre il comune di Magasa costruì la propria a servizio dei fondi del suo territorio nella zona a nord della montagna presso la mulattiera di accesso. Essa prese il nome tradizionalmente di "lavàc de Comù", tradotto del Comune, quindi ad uso pubblico, o "lavàc dei Ghenghèr" o "dei Campane”, dal soprannome delle famiglie di allevatori che ne usufruivano. Ancor oggi sono presenti sul monte i resti degli scavi di otto pozze d'acqua.

## Cultura

### Leggenda
Una leggenda racconta che tra il 1496 e il 1537, una epidemia di peste sterminò 150 persone del villaggio di Droane risparmiando due sole vecchiette rifugiatesi a Tignale, la pestilenza fu così terribile che ponendo una pagnotta sulla dorsale della Bocca, quella rivolta verso la vallata del Droanello subito annerì mentre quella dalla posta dalla parte della Val Vestino rimase bianca.

## Natura
La zona del monte data la sua importanza scientifica fu erborizzata a partire dalla metà dell'Ottocento e in questi luoghi, nel 1842, il botanico trentino Francesco Facchini raccolse, in successive spedizioni del 1846 e del 1847, e a monte Denai, esemplari di Cirsio glutinoso e di Petacciola Lanceolata. Negli anni successivi vi erborizzò il sacerdote e botanico don Pietro Porta di Moerna, esperto nella catalogazione del "cirsium".
Non meno suggestive sono le sue risorse naturali costituite da boschi e prati che ricoprono tutti i versanti e la fauna selvatica di ungulati. Le vaste foreste di piante resinose nei secoli passati ebbero una grande importanza nell'economia di Val Vestino. Difatti il pino silvestre o gli abeti furono sfruttati, nel periodo compreso tra la primavera e l'estate inoltrata, per l'estrazione dai ceppi, della pece nera e la trementina, una resina vegetale, dai fusti, che solidificata è chiamata pece bianca. Raffinata in loco presso i forni della località Fornello, veniva commerciata con profitto con la Repubblica di Venezia, come pece greca, impiegandola per vari usi, ma in special modo nei suoi arsenali navali per il calafataggio del naviglio e sulle sue manovre fisse e correnti (o volanti), sfruttandone l'impermeabilità all'acqua.

### La pratica delle carbonaie
Sul monte sono presenti numerose e antiche aie carbonili simbolo di una professione ormai scomparsa da decenni. Quella della carbonaia, pojat in dialetto locale, era una tecnica molto usata in passato in gran parte del territorio alpino, subalpino e appenninico, per trasformare la legna, preferibilmente di faggio, ma anche di abete, carpino, larice, frassino, castagno, cerro, pino e pino mugo, in carbone vegetale. I valvestinesi erano considerati degli esperti carbonai, carbonèr così venivano chiamati, come risulta anche dagli scritti di Cesare Battisti. I primi documenti relativi a questa professione risalgono al XVII secolo, quando uomini di Val Vestino richiedevano alle autorità della Serenissima i permessi sanitari per potersi recare a Firenze e a Venezia. Essi esercitarono il loro lavoro non solo in Italia ma anche nei territori dell'ex impero austro-ungarico, in special modo in Bosnia Erzegovina, e negli Stati Uniti d'America di fine Ottocento a Syracuse-Solvay.
Nonostante questa tecnica abbia subito piccoli cambiamenti nel corso dei secoli, la carbonaia ha sempre mantenuto una forma di montagnola conica, formata da un camino centrale e altri cunicoli di sfogo laterali, usati con lo scopo di regolare il tiraggio dell'aria. Il procedimento di produzione del carbone sfrutta una combustione imperfetta del legno, che avviene in condizioni di scarsa ossigenazione per 13 o 14 giorni.
Queste piccole aie, dette localmente ajal, jal o gial, erano disseminate nei boschi a distanze abbastanza regolari e collegate da fitte reti di sentieri. Dovevano trovarsi lontane da correnti d'aria ed essere costituite da un terreno sabbioso e permeabile. Molto spesso, visto il terreno scosceso dei boschi, erano sostenute da muri a secco in pietra e nei pressi il carbonaio vi costruiva una capanna di legno per riparo a sé e alla famiglia. In queste piazzole si ritrovano ancor oggi dei piccoli pezzi di legna ancora carbonizzata. Esse venivano ripulite accuratamente durante la preparazione del legname.
A cottura ultimata si iniziava la fase della scarbonizzazione che richiedeva 1-2 giorni di lavoro. Per prima cosa si doveva raffreddare il carbone con numerose palate di terra. Si procedeva quindi all'estrazione spegnendo con l'acqua eventuali braci rimaste accese. La qualità del carbone ottenuto variava a seconda della bravura ed esperienza del carbonaio, ma anche dal legname usato. Il carbone di ottima qualità doveva "cantare bene", cioè fare un bel rumore. Infine il carbone, quando era ben raffreddato, veniva insaccato e trasportato dai mulattieri verso la Riviera del Garda per essere venduto ai committenti. Di questo carbone si faceva uso sia domestico che industriale e la pratica cadde in disuso in Valle poco dopo la seconda guerra mondiale soppiantato dall'uso dell'energia elettrica, del gasolio e suoi derivati.

### La resinazione
L’estrazione della resina dalle conifere, fu un'attività fiorente nella Val Vestino del 1700, quando proprio di qui passava sulle creste del monte Stino e del monte Vesta, nel fondovalle del torrente Toscolano e del torrente Droanello l’antico confine tra la l'Impero d'Austria e la Repubblica di Venezia. La Val Vestino  era in quei tempi una discreta produttrice di trementina, detta "di Venezia" o "Tia de rasa" in loco, che scaldata in una caldaia di rame, distillata e messa in botti dai piciari, era la fonte di  un redditizio commercio con la vicina Repubblica Veneta, che impiegava il derivato della resina in molteplici usi, nella medicina, come lubrificante dei violini, nella formazione di mastici per sigillare le botti, in ambito militare per saldare le punte sulle frecce o distillare  oli o altro ancora. Sembra quindi certa l’ipotesi dell’origine dei toponimi del nome monte Pinèl, monte Pine, località Pinedo, Borgo Fornèl a Magasa, di attribuirla all'attività estrattiva e alla presenza di un impianto per la raffinazione non solo della resina, pece bianca così detta quando essiccata, ma anche alla distillazione secca del legno per la produzione di pece navale, detta pece nera o greca, che si estraeva dai ceppi delle conifere e veniva usata proprio per calafatare le navi dell'arsenale marittimo veneto o come materiale incendiario. L'ottenimento della pece nera prevedeva la tecnica dell'allestimento dei "Forni", o caldaie interrate e sigillate con l'argilla e con un pertugio sul fondo; sovrastate  da modeste cataste di legname come quelle costruite per la produzione del carbone alle quali veniva appiccato il fuoco. In essi si cuoceva il legno di pini tagliato in assicelle assieme ad altre sostanze resinose fino all'estrazione di un pergolato, la pece, che tramite una canaletta di legno veniva raccolta in stampi di legno, si faceva raffreddare e poi si commerciava.

## Panorama
Nei giorni sereni si gode un panorama eccezionale; a nord della Val Vestino l'abitato di Magasa, l'altipiano di monte Denai, il Monte Tombea e il Caplone, la vetta più alta delle prealpi gardesane occidentali, il monte Manga, il monte Gosauer; a ovest il monte Manos, il monte Stino, il monte Cingla, le montagne della Valle Sabbia e gli abitati di Moerna, Turano, Armo e Persone; a sud il monte Vesta, il monte Carzen con l'abitato di Bollone, il monte Tavagnone con il Dos di Sas e più giù lo sguardo coglie il monte Denervo e il monte Pizzocolo; ad est è invece possibile osservare le montagne della Puria e il monte Baldo con il monte Altissimo di Nago.

## Accesso
Il Monte è raggiungibile sia da Magasa in 5 km oppure da Turano su strada sterrata e con permesso di transito, da Turano di Valvestino salendo dalla strada forestale al Bersaglio, dal monte Tavagnone attraverso il Passo della Fobbiola o dalla Valle del Droanello seguendo i due sentieri che da Droane conducono a Bocca Croce.

## Galleria d'immagini

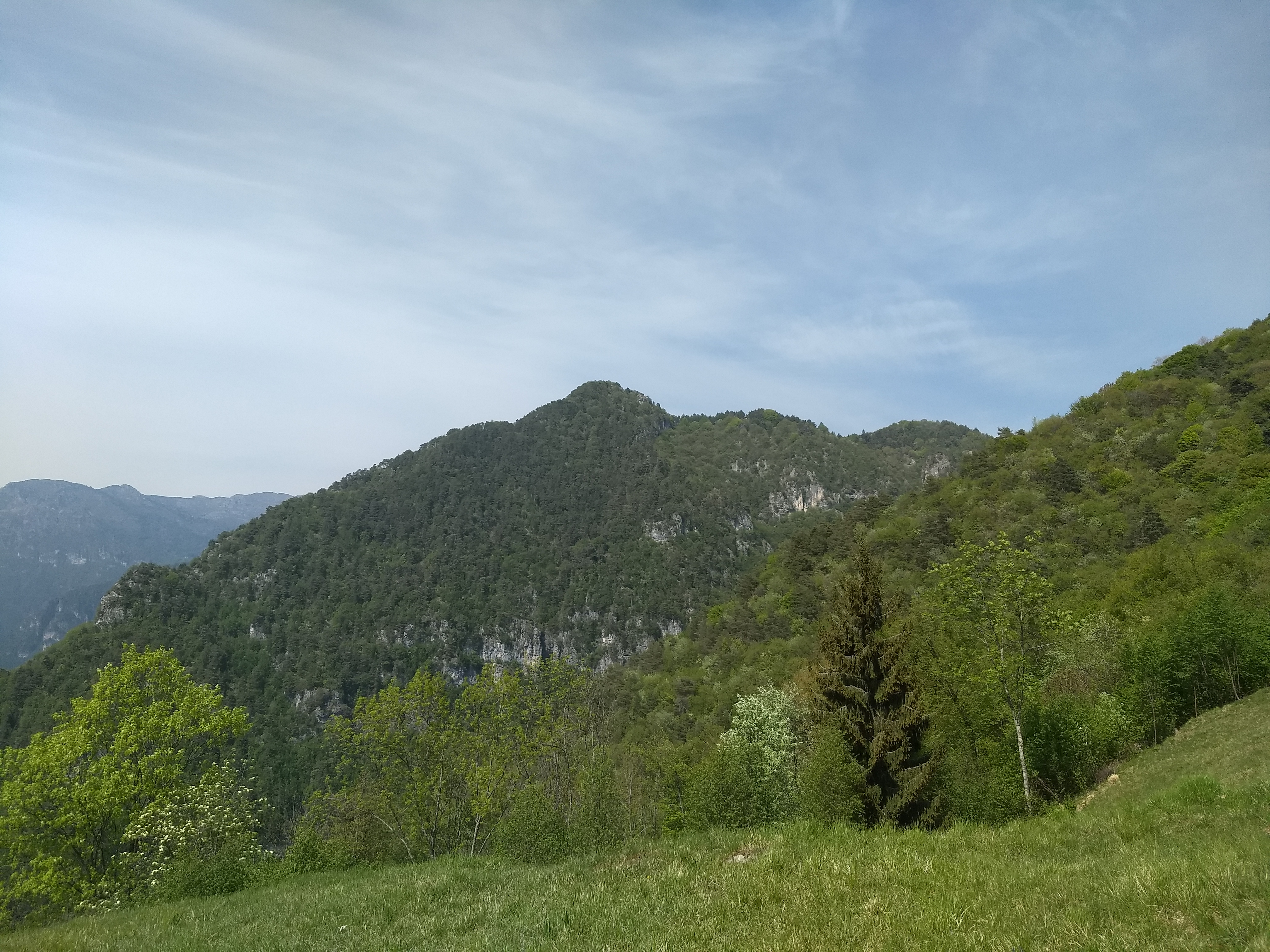
Monte Tavagnone, Cima Camiolo o Pesòc
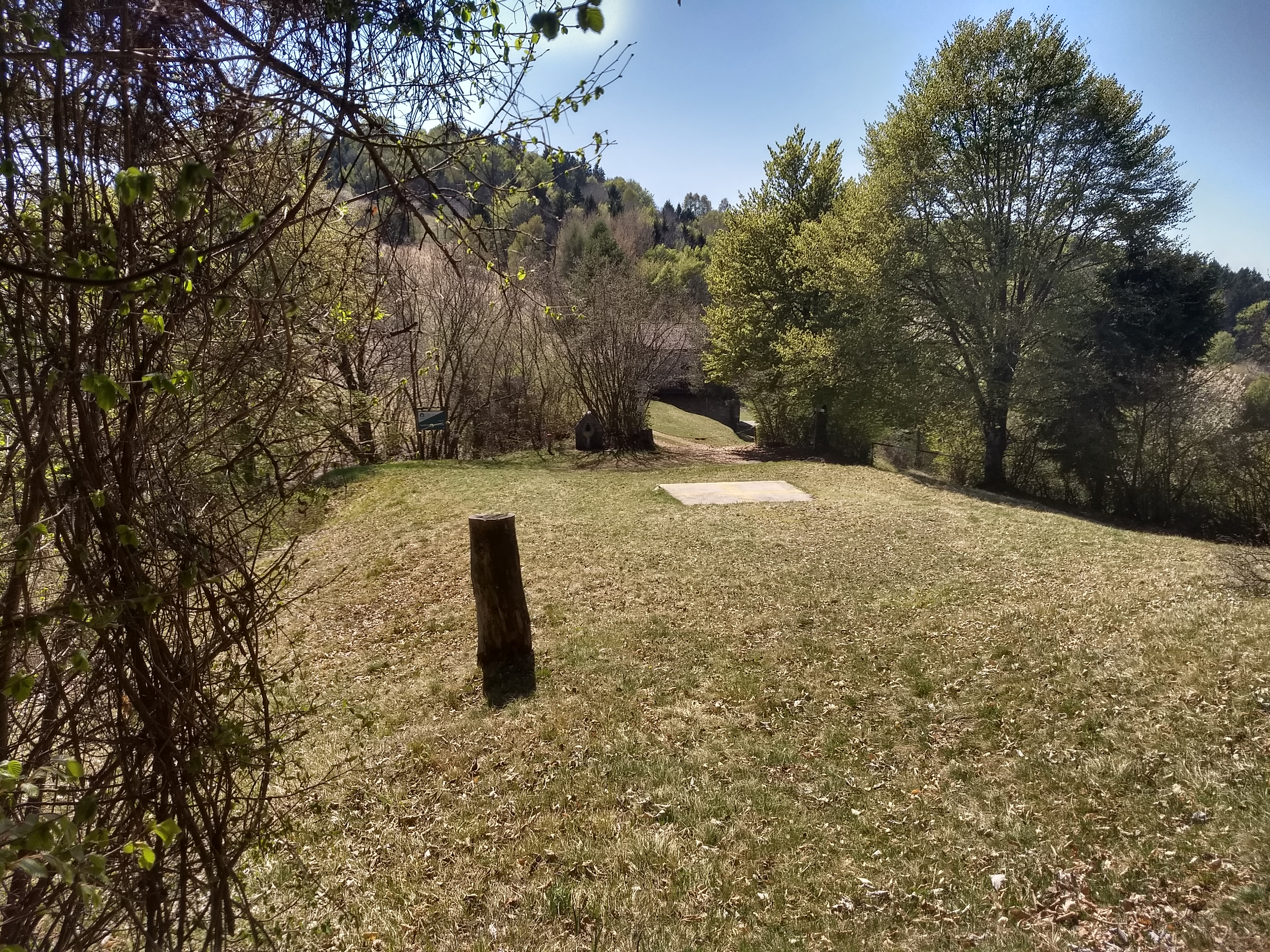
Monte Camiolo di Cima, Bocca alla Croce o Croce di Camiolo
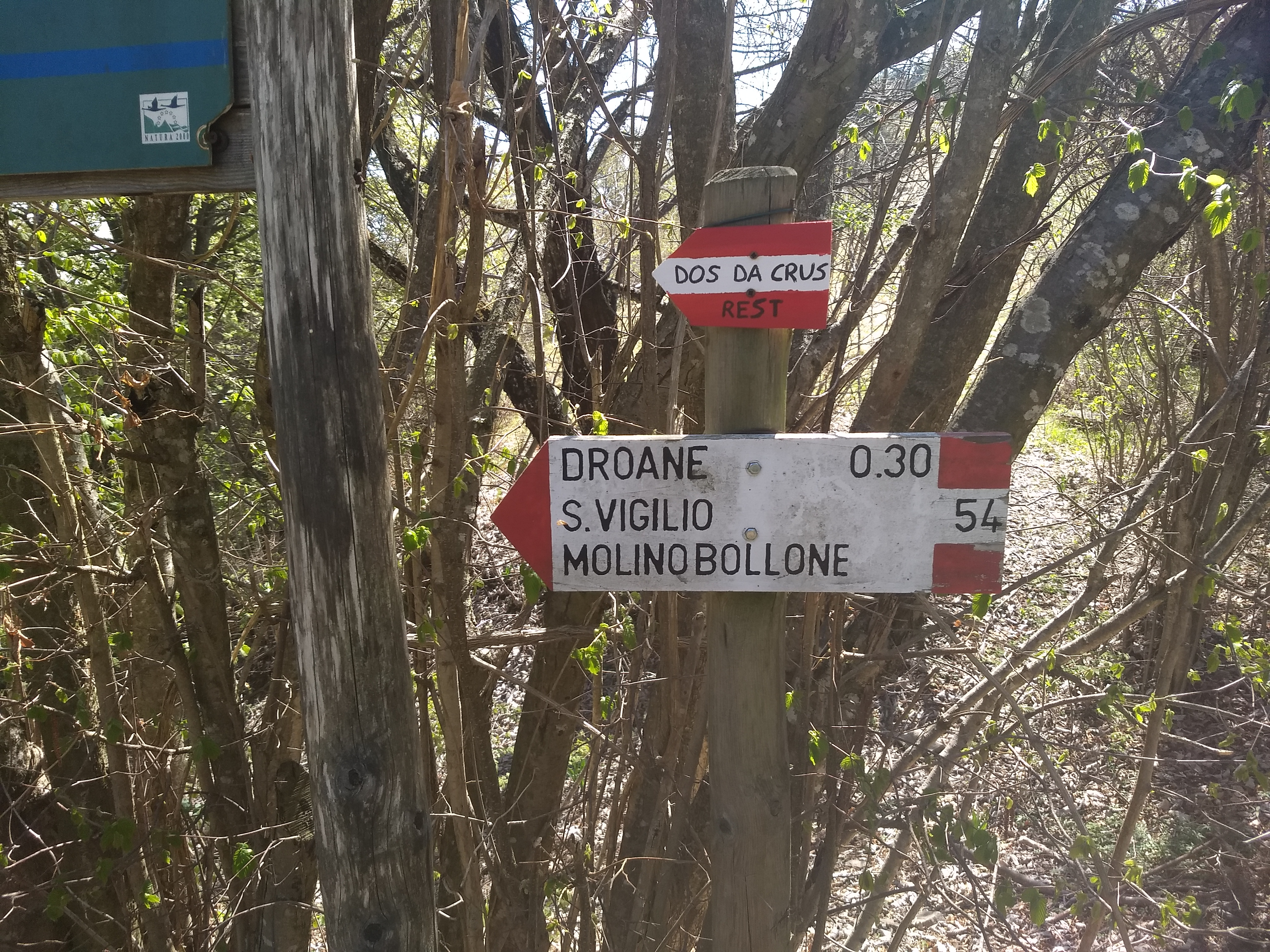
Monte Camiolo di Cima, segnaletica presso la Bocca alla Croce
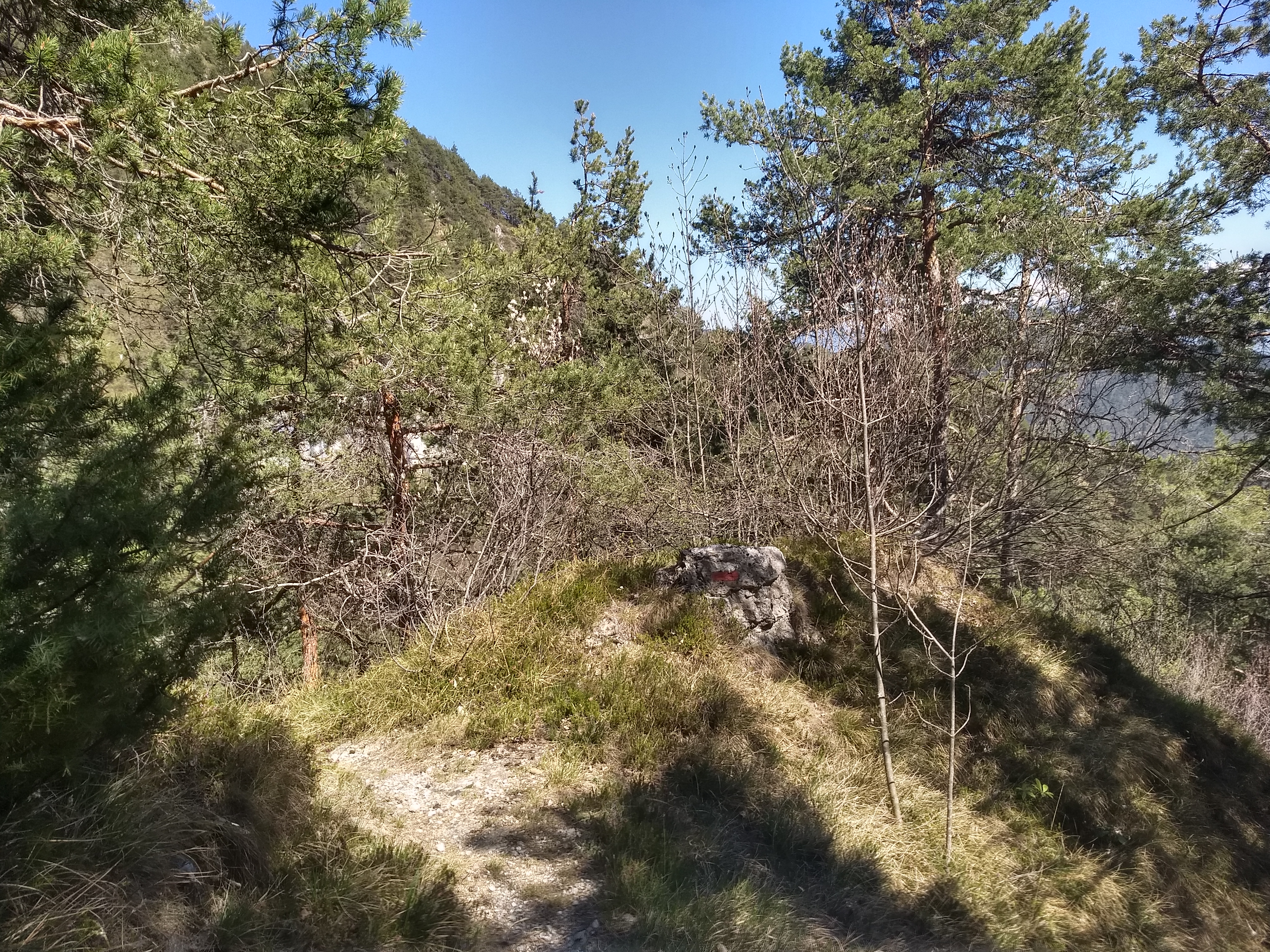
Monte Camiolo di Cima, sentiero della Costa delle Ombrie
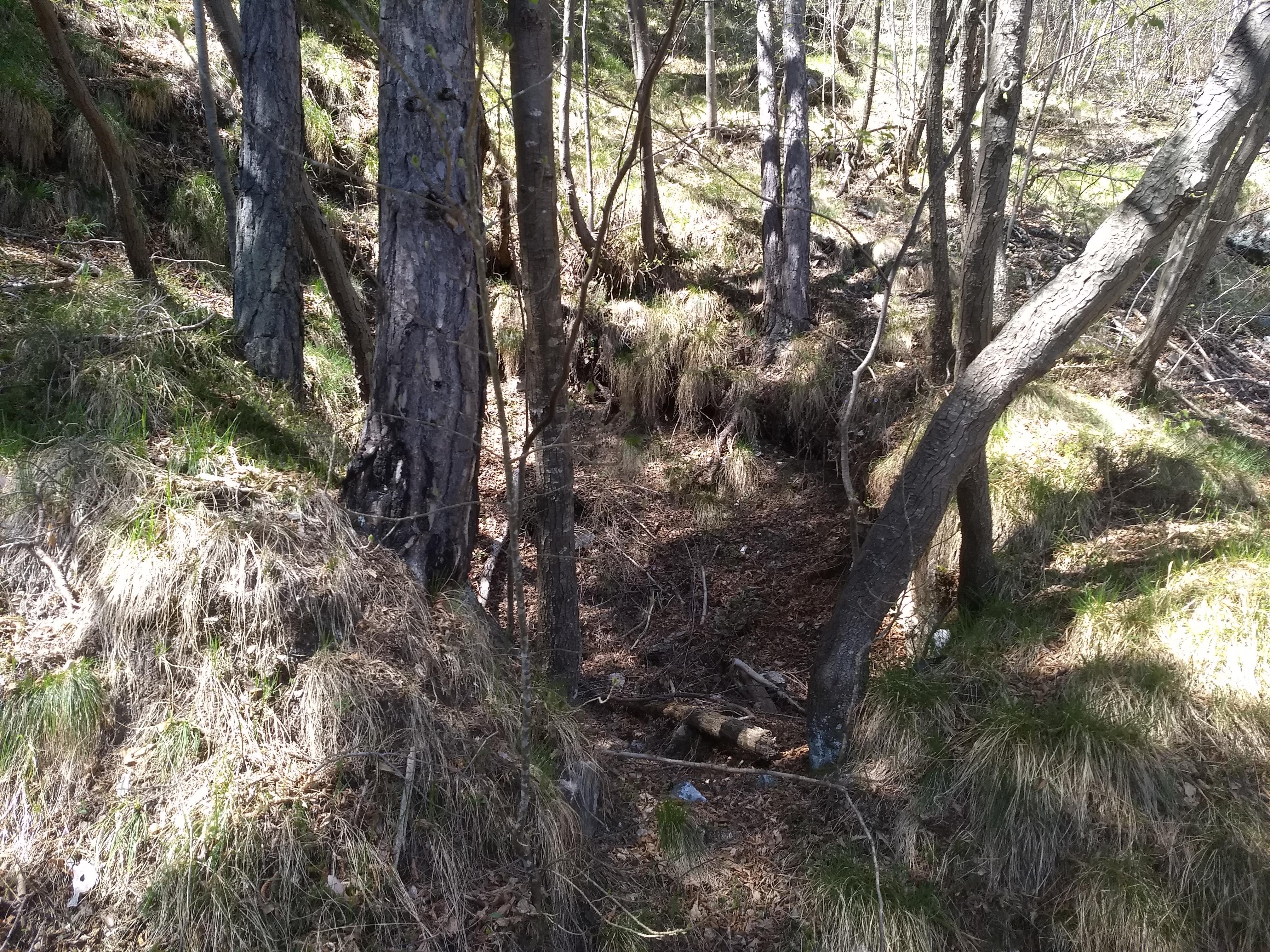
Monte Camiolo di Cima, sentiero della Costa delle Ombrie, ruderi di una fornace di calcina presso il bivio del sentiero che scende a Droane
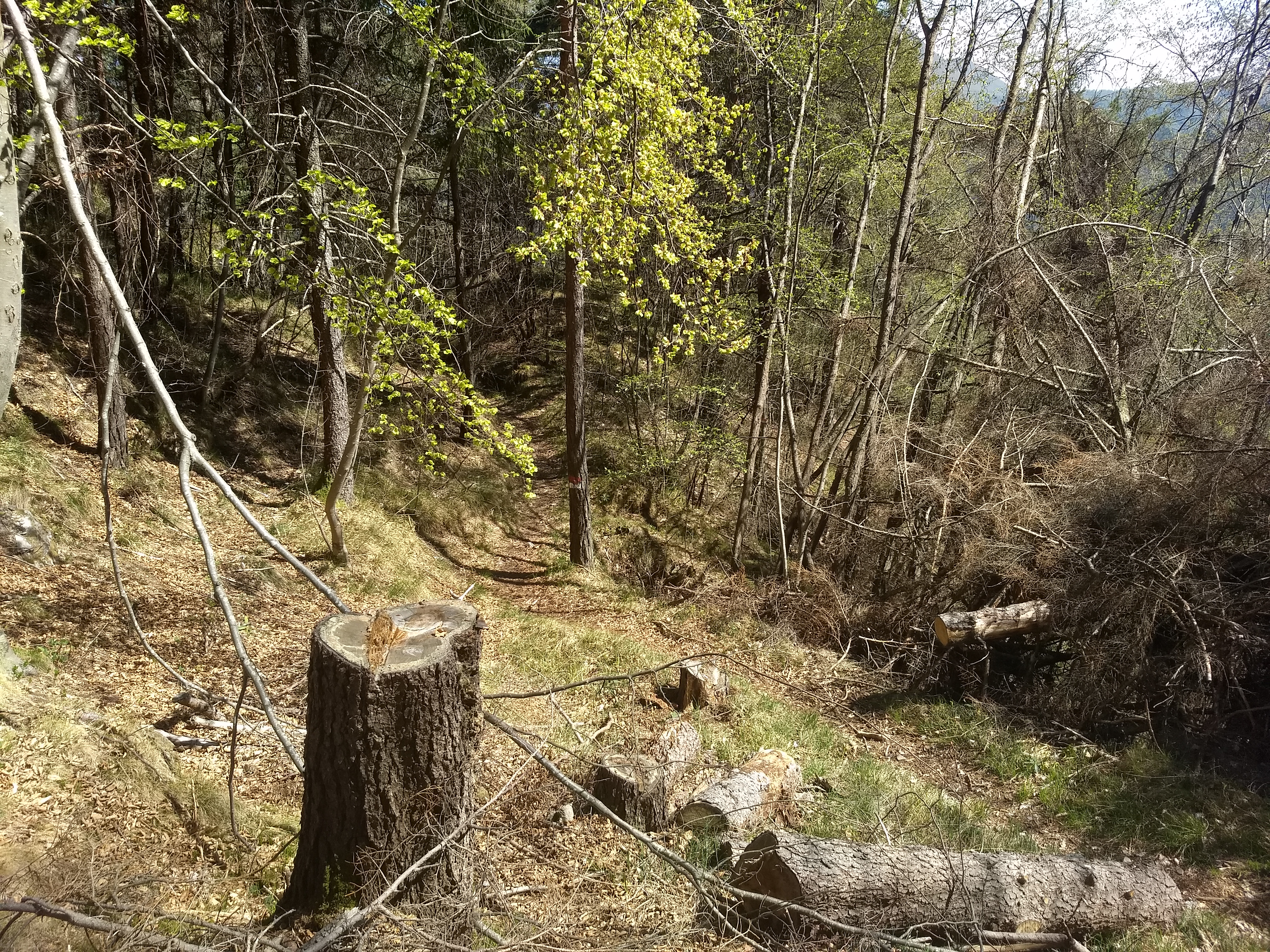
Bivio del sentiero che da Bocca Croce conduce al Pavarì, Tavagnone e al Mulino di Bollone
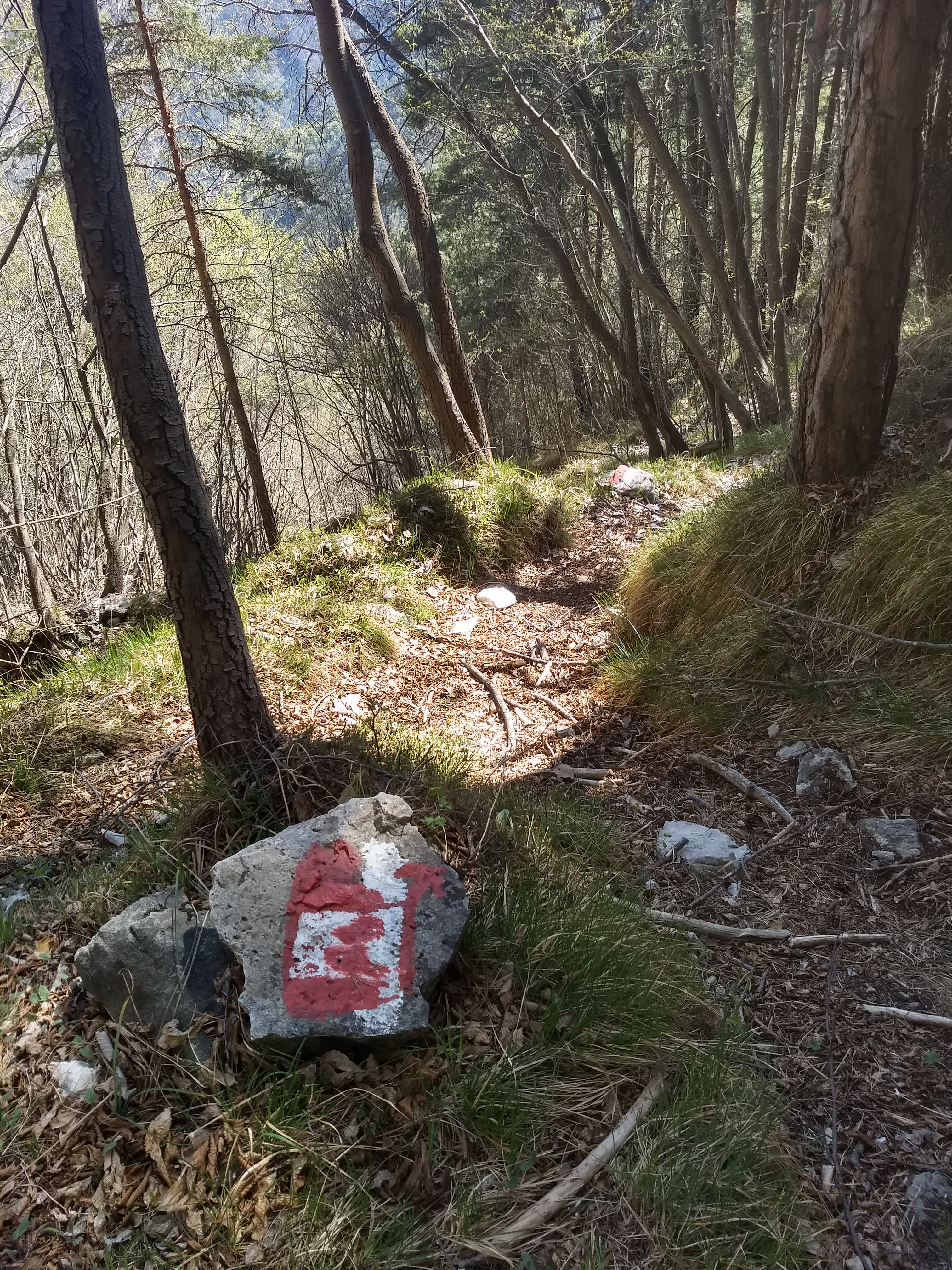
Bivio del sentiero nella Costa delle Ombrie che conduce a Droane
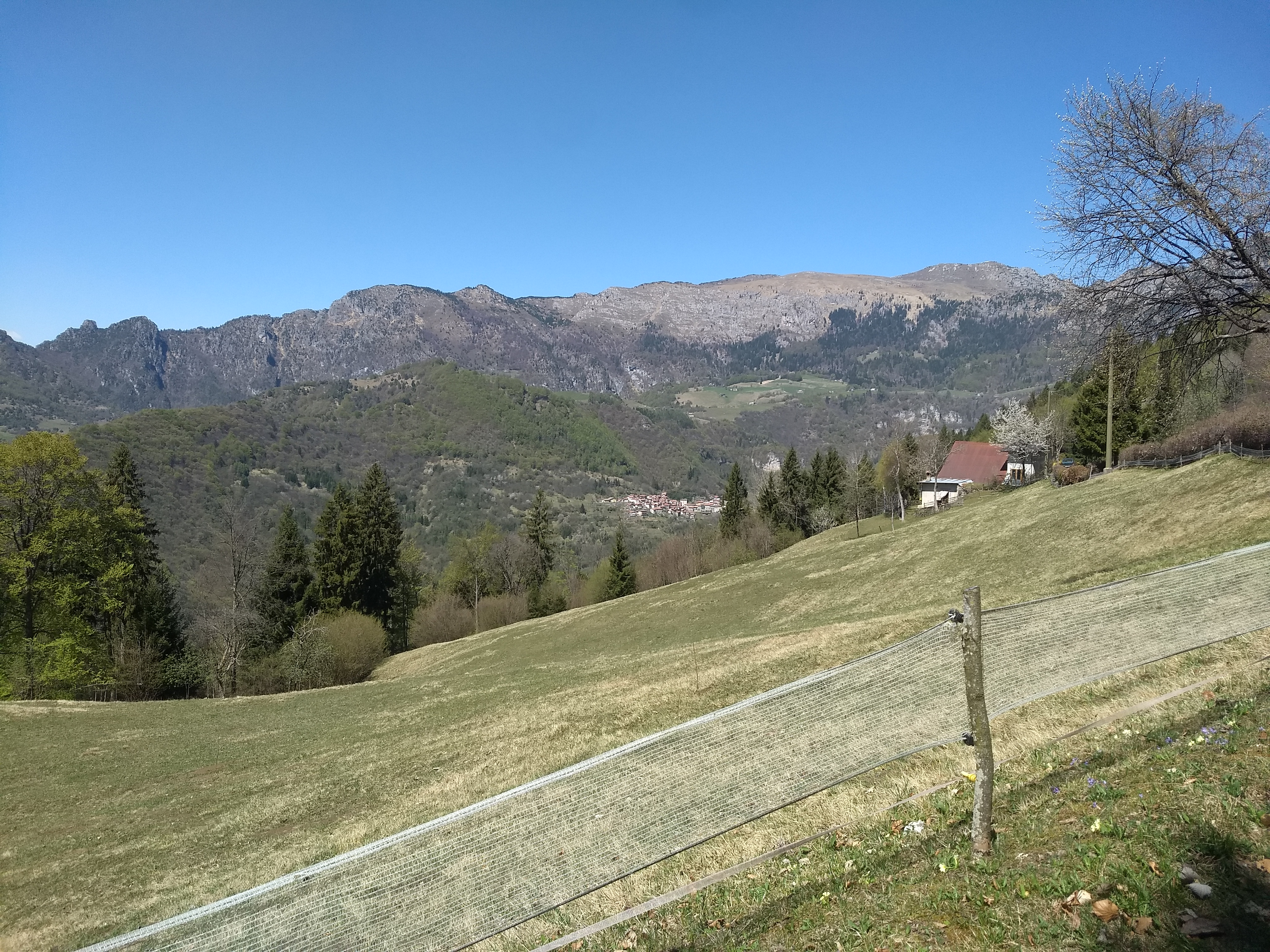
Monte Camiolo di Cima, fienile detto dei Bendoi, sullo sfondo Magasa
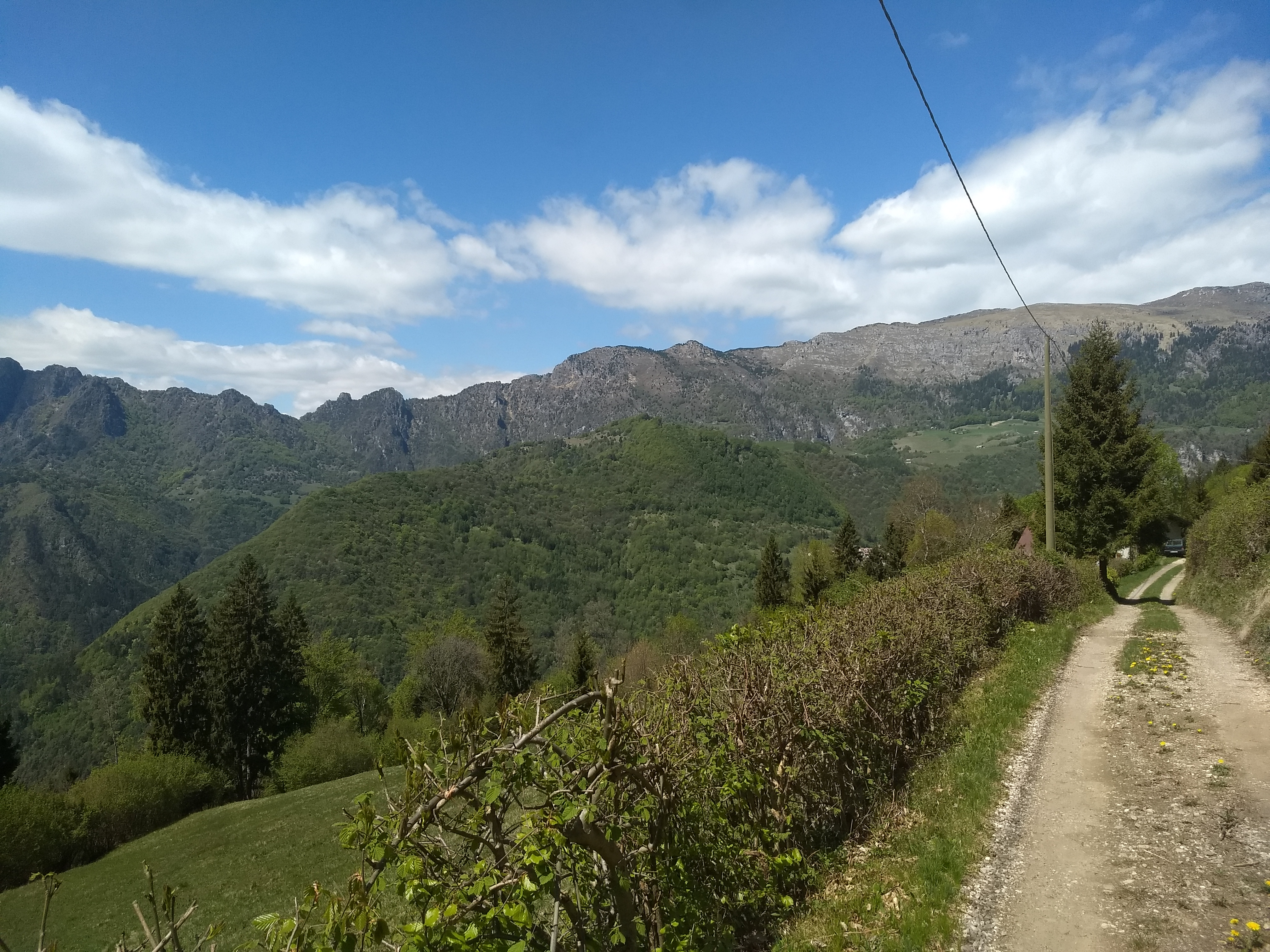
Monte Camiolo di Cima, fondo dei Bendoi e sullo sfondo Magasa e monte Denai
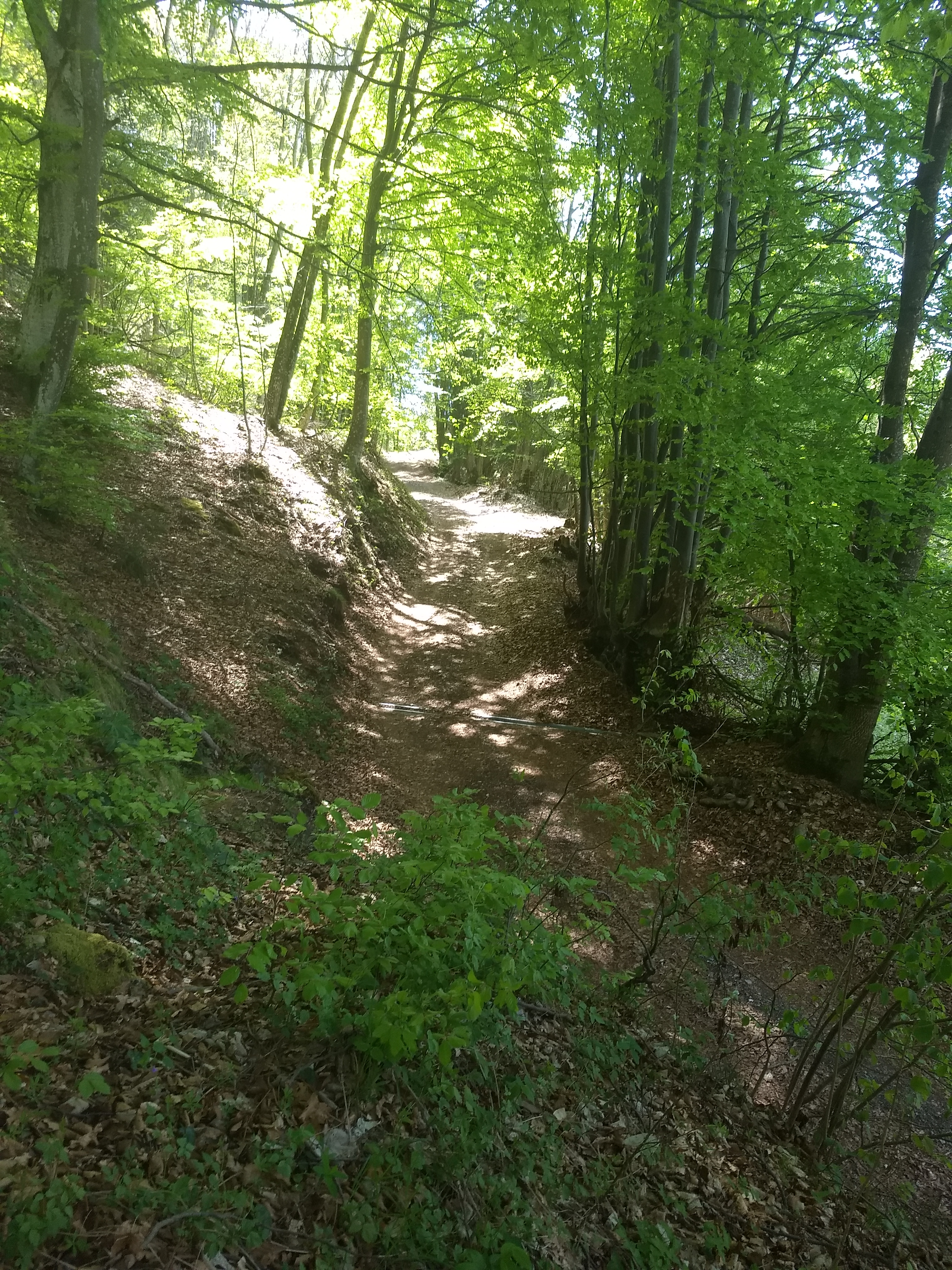
Monte Camiolo di Cima, strada carrozzabile che conduce a Bocca alla Croce
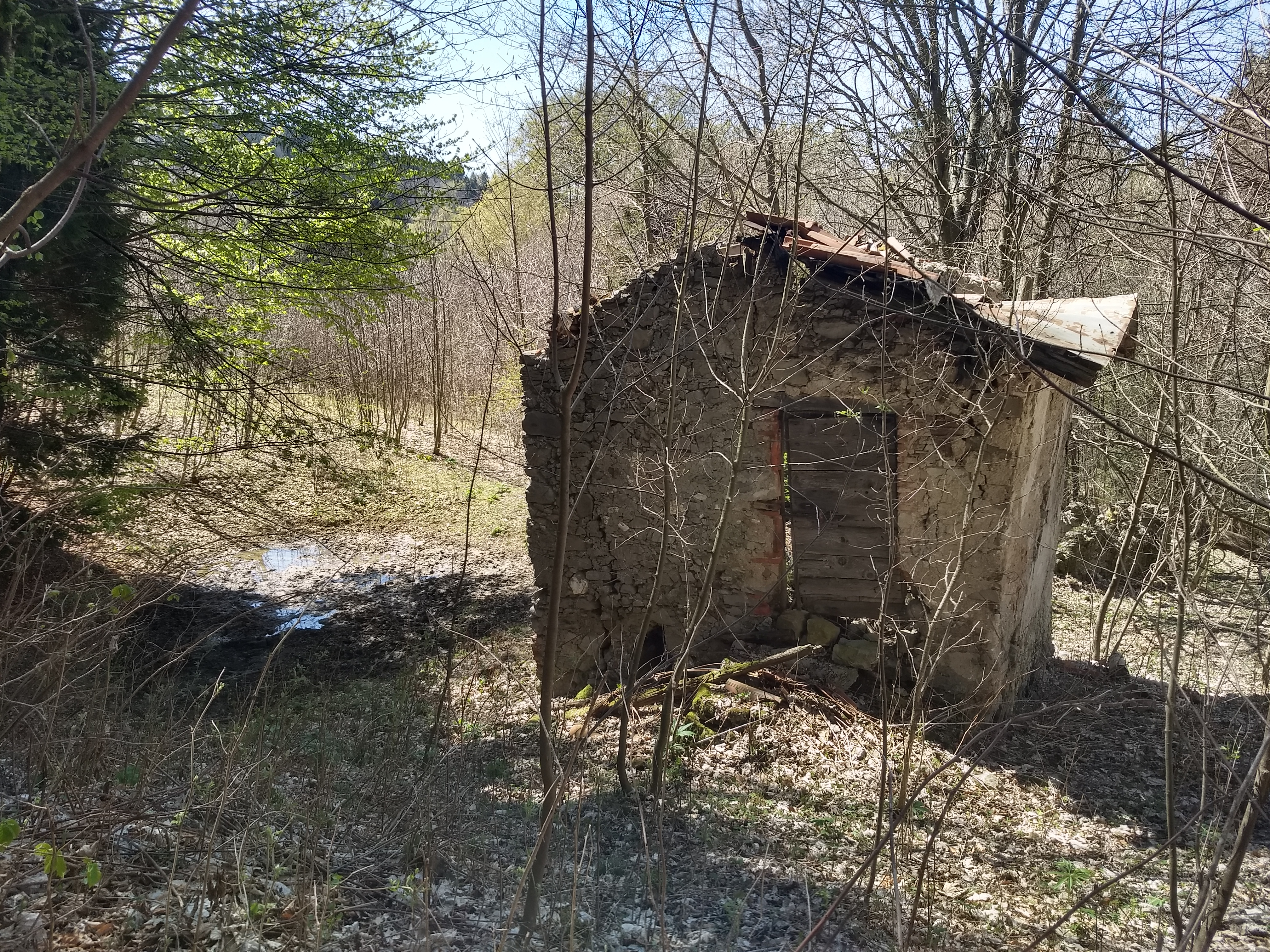
Monte Camiolo di Cima, ruderi del fienile dei Fö
Monte Camiolo di Cima, ruderi del fienile dei Fö
Monte Camiolo di Cima, ruderi del fienile dei Fö
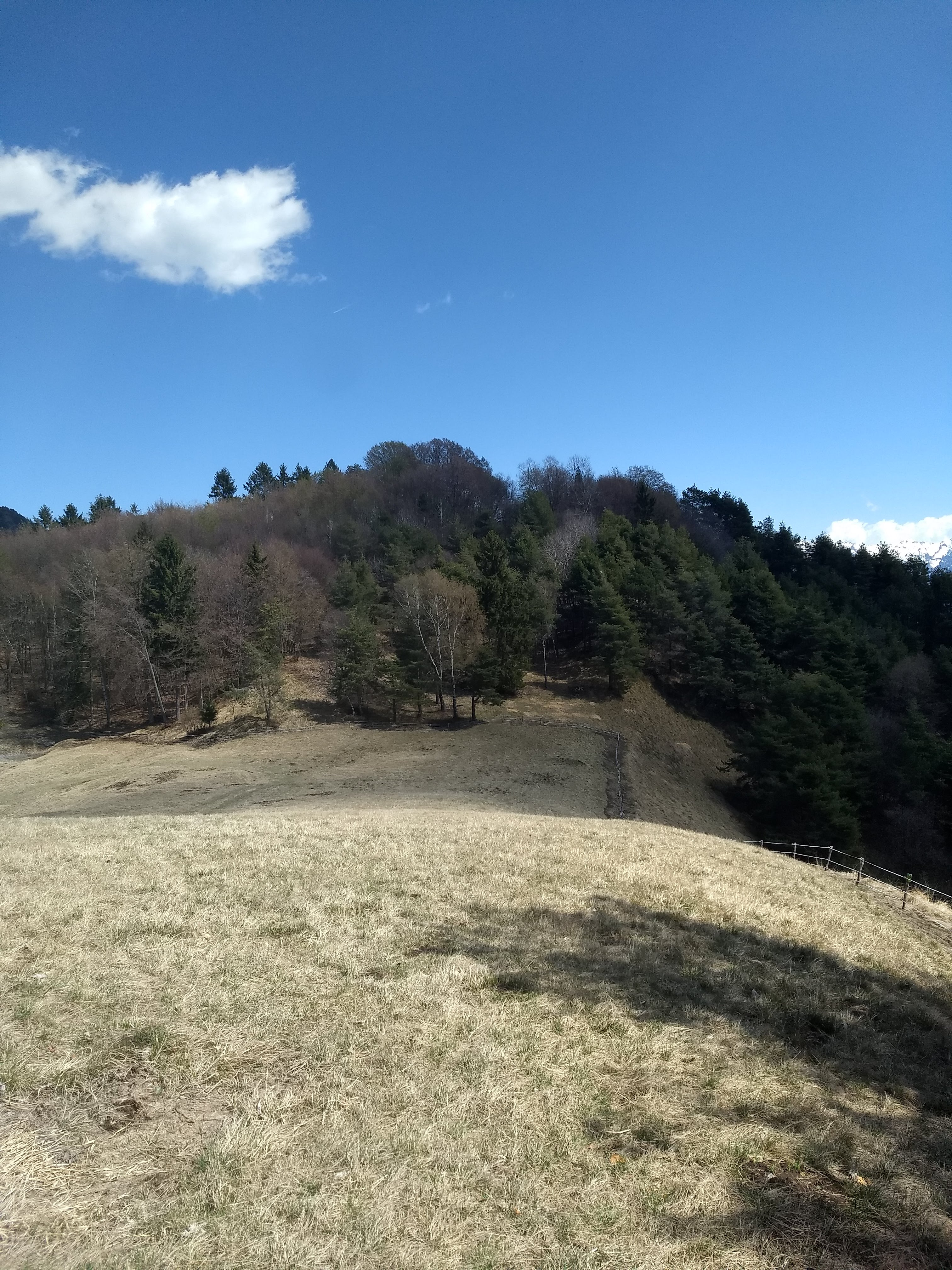
Monte Camiolo di Cima, il monte Pine così chiamato in una pergamena del 1511
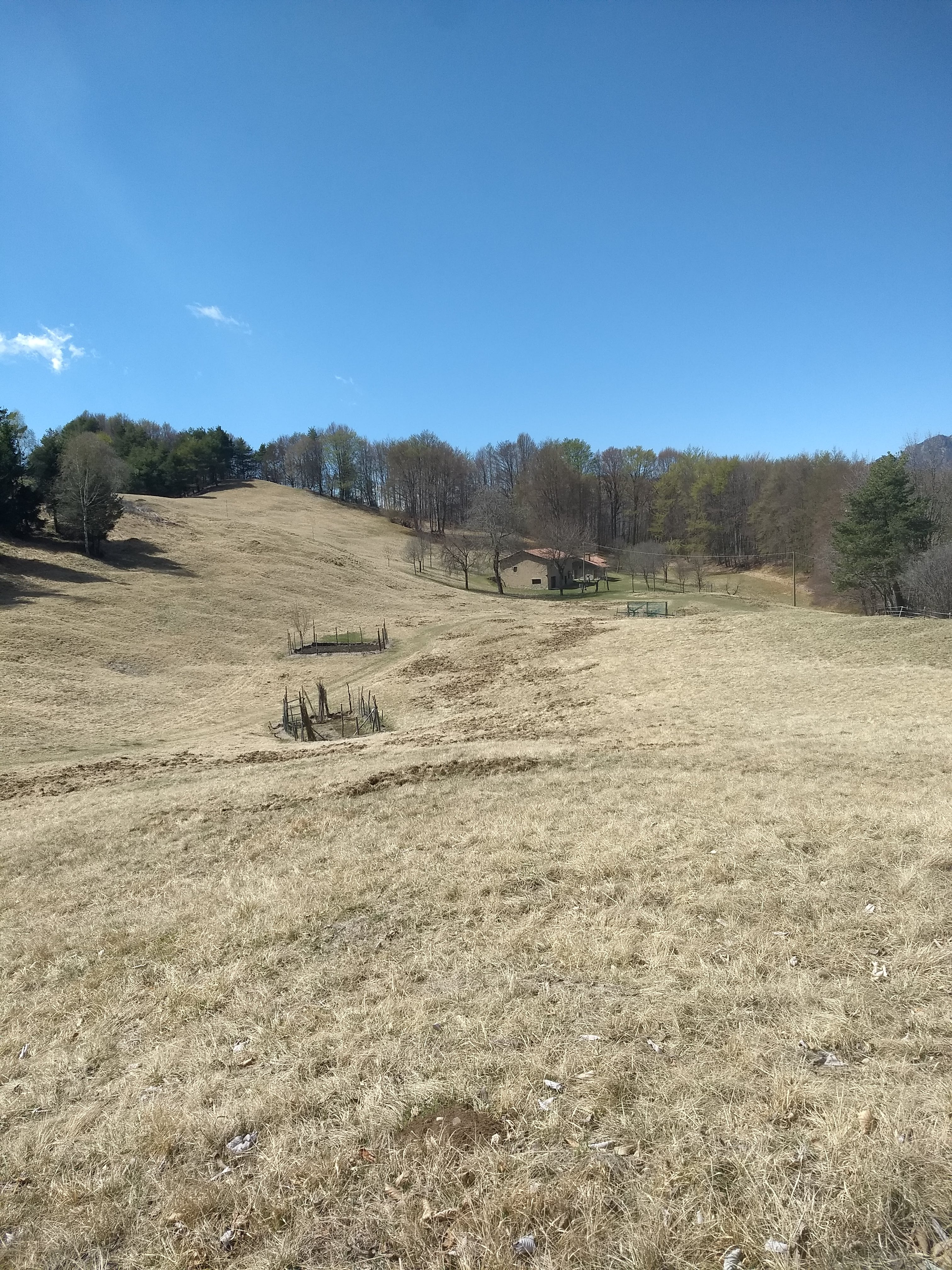
Monte Camiolo di Cima, fienile Pesòc e la cima del monte tra i faggi
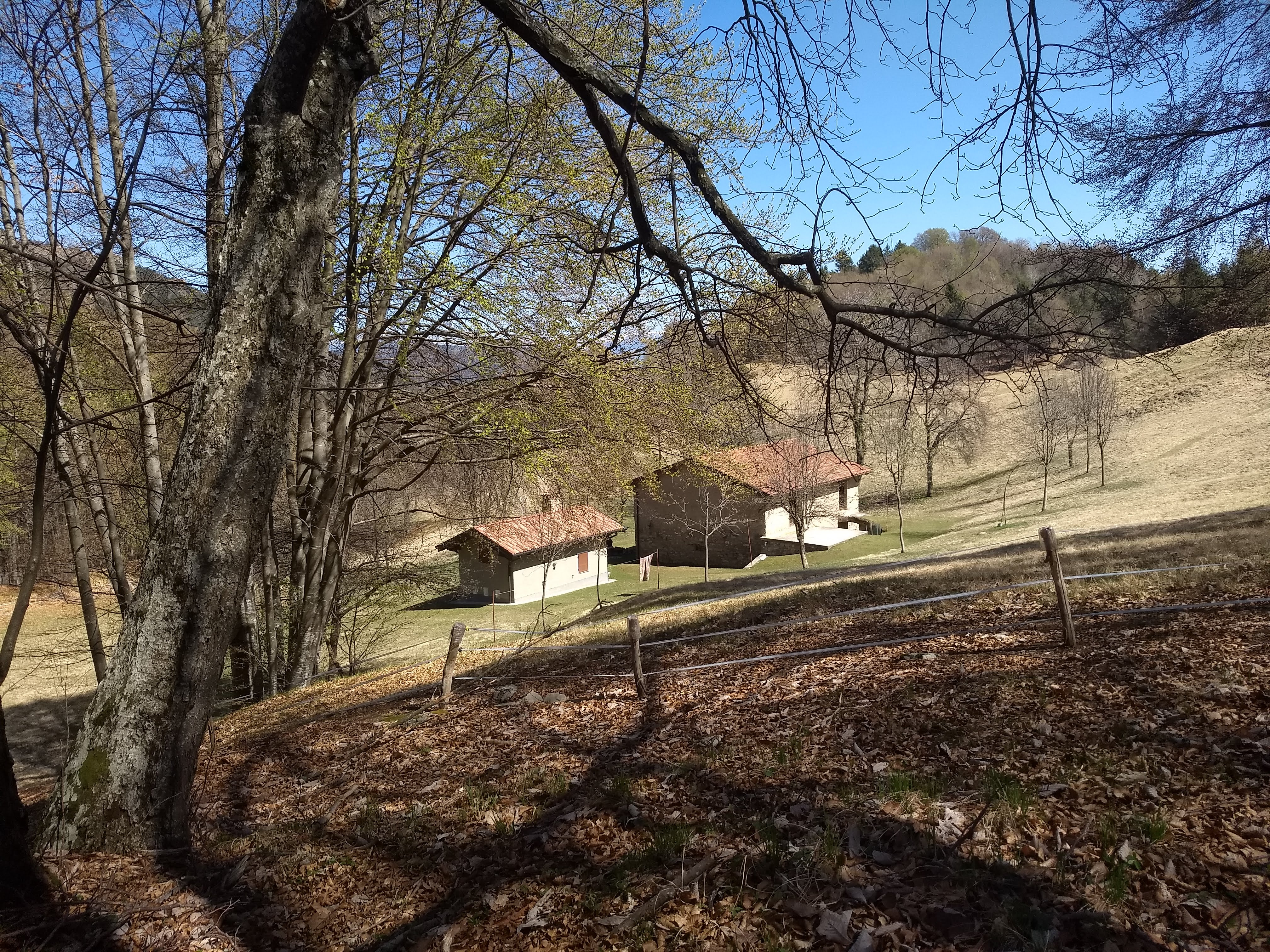
Monte Camiolo di Cima, fienile detto Pesòc, località che si trova in prossimità della Cima
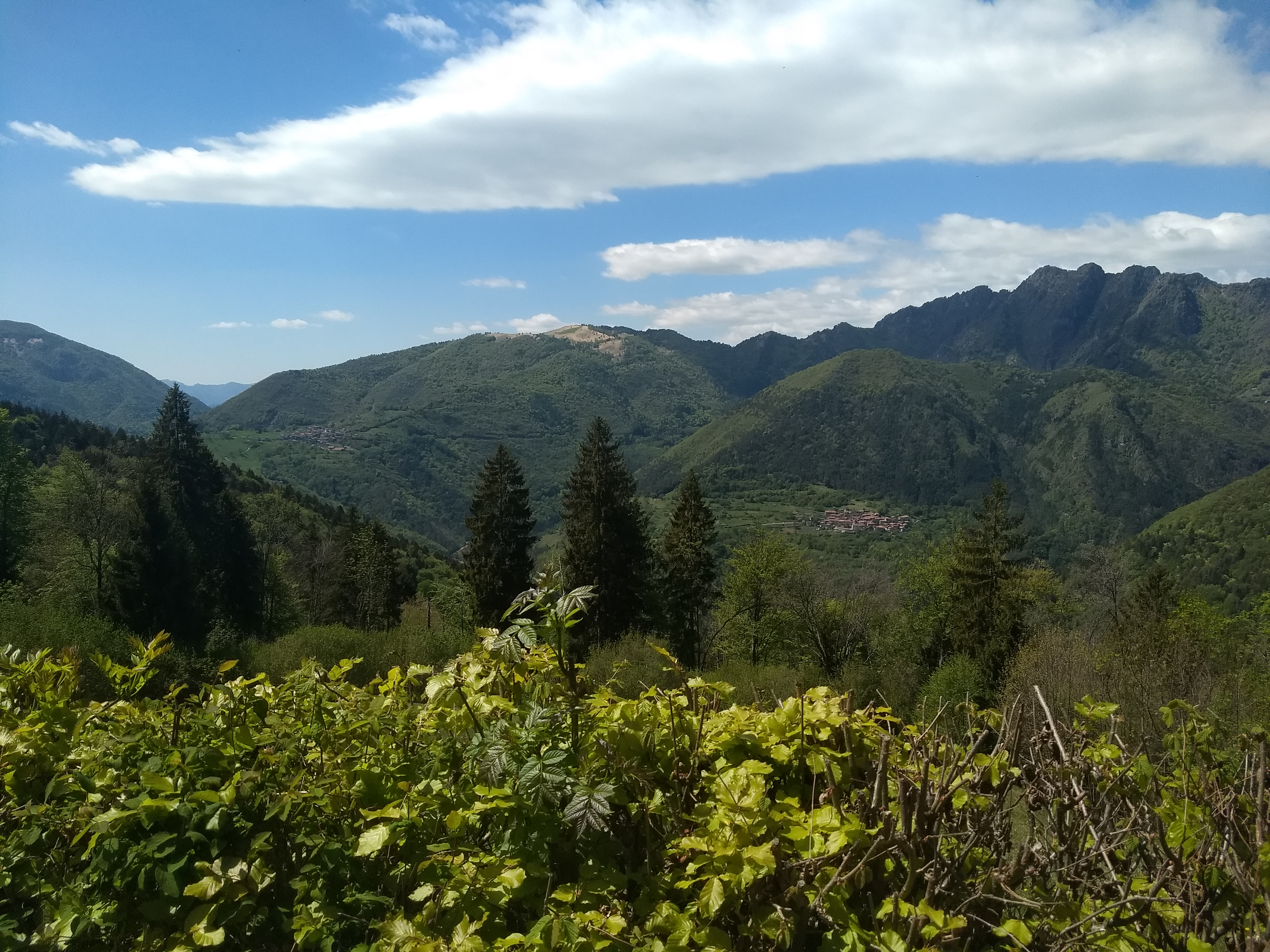
Monte Camiolo di Cima, panorama del monte Stino, Moerna e di Armo
Monte Camiolo di Cima, ruderi di un'antica fornace di calcina in prossimità del fondo Olva
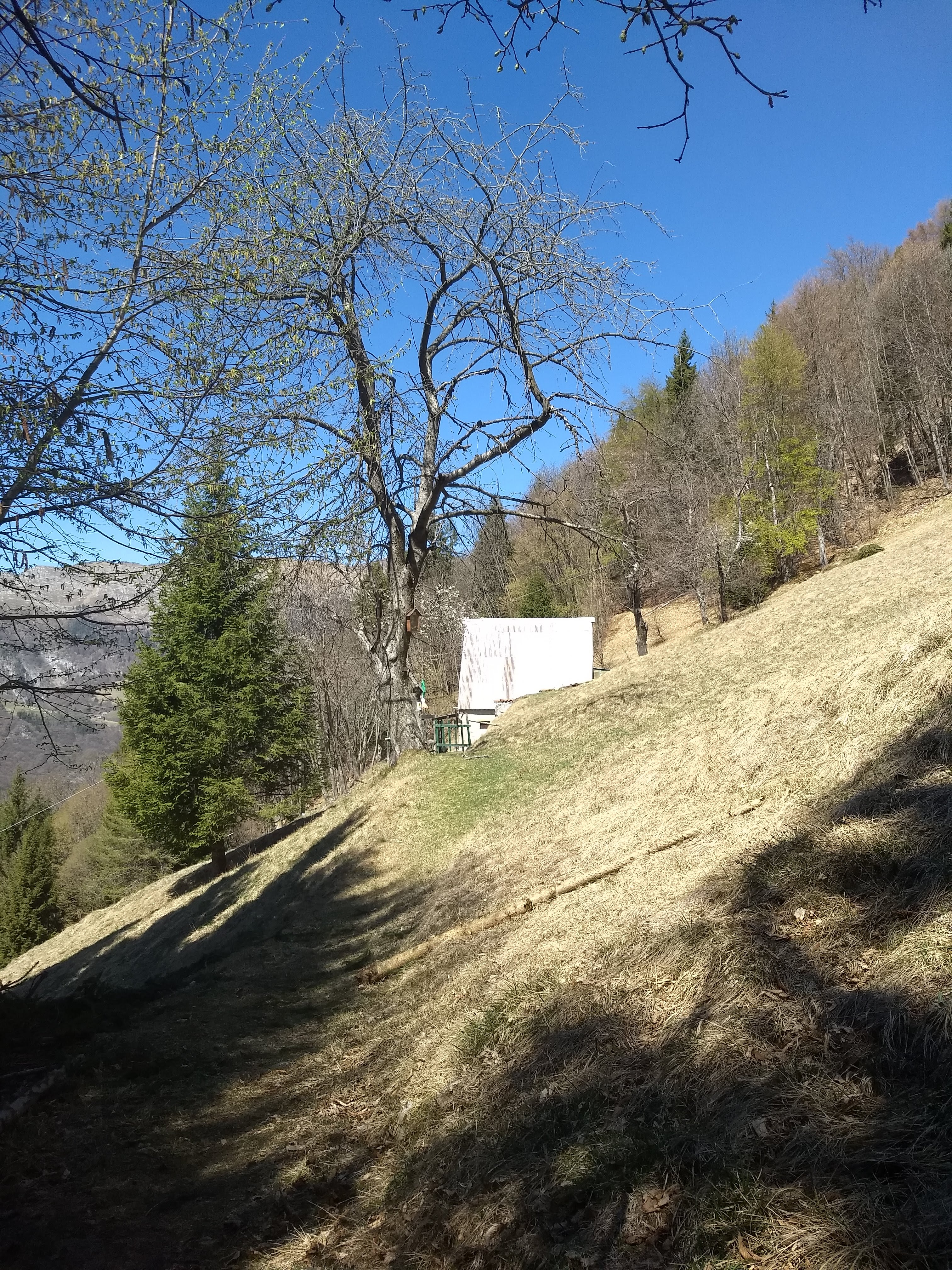
Monte Camiolo di Cima, fienile detto dell'Olva
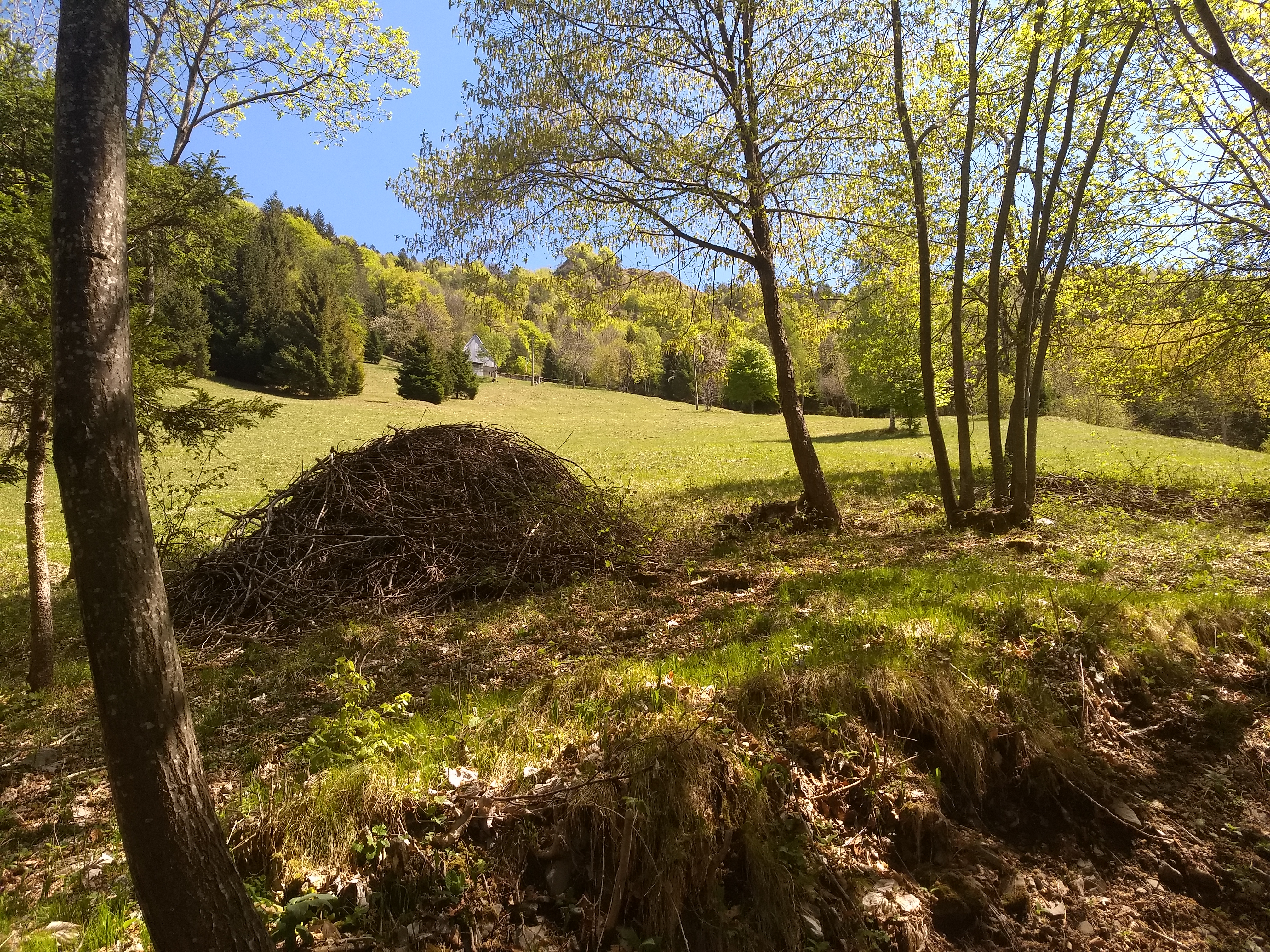
Monte Camiolo di Cima, fondo Olva
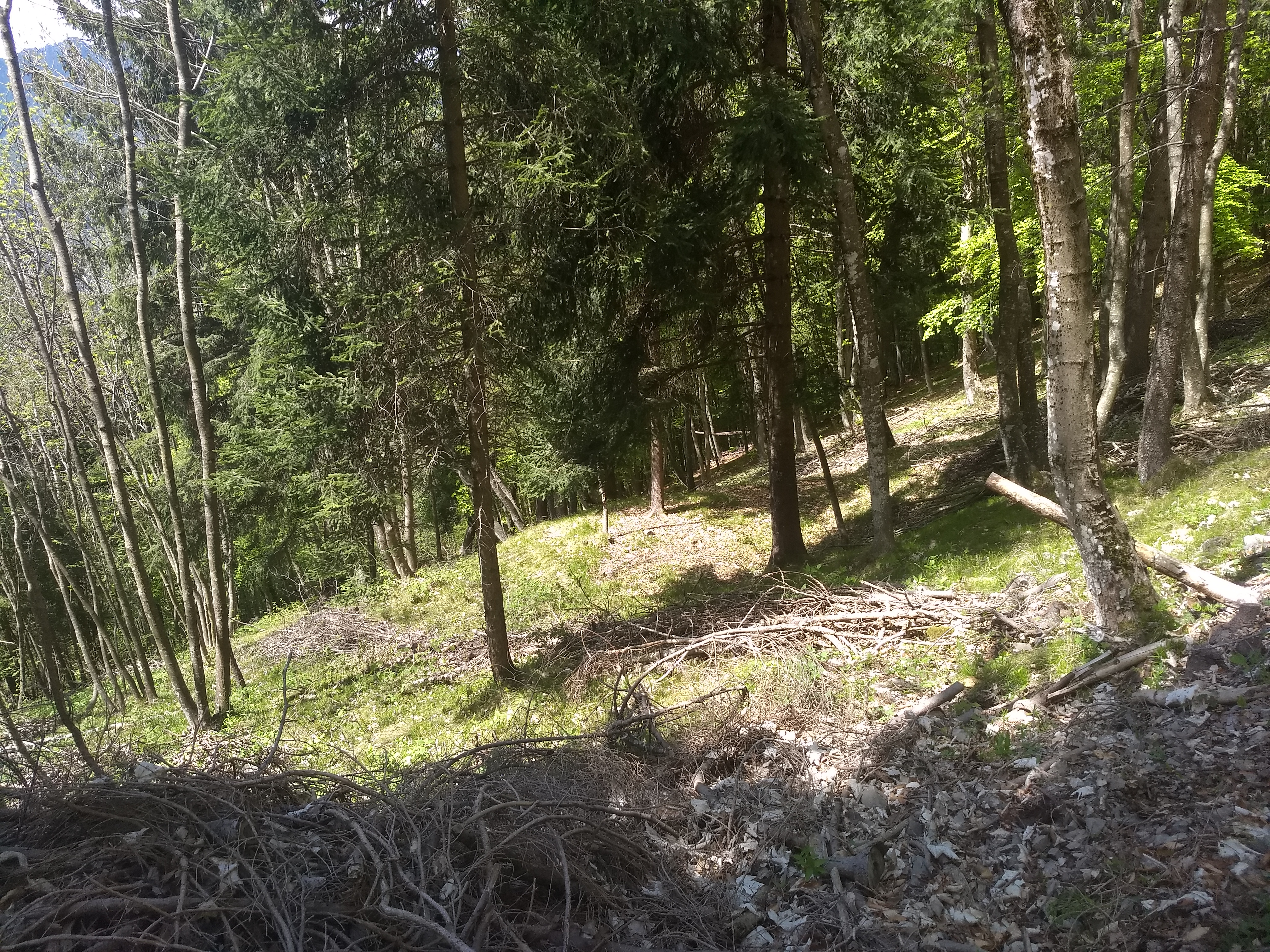
Monte Camiolo di Cima, aia di una carbonaia, detta localmente "gial", nei pressi del fondo Olva
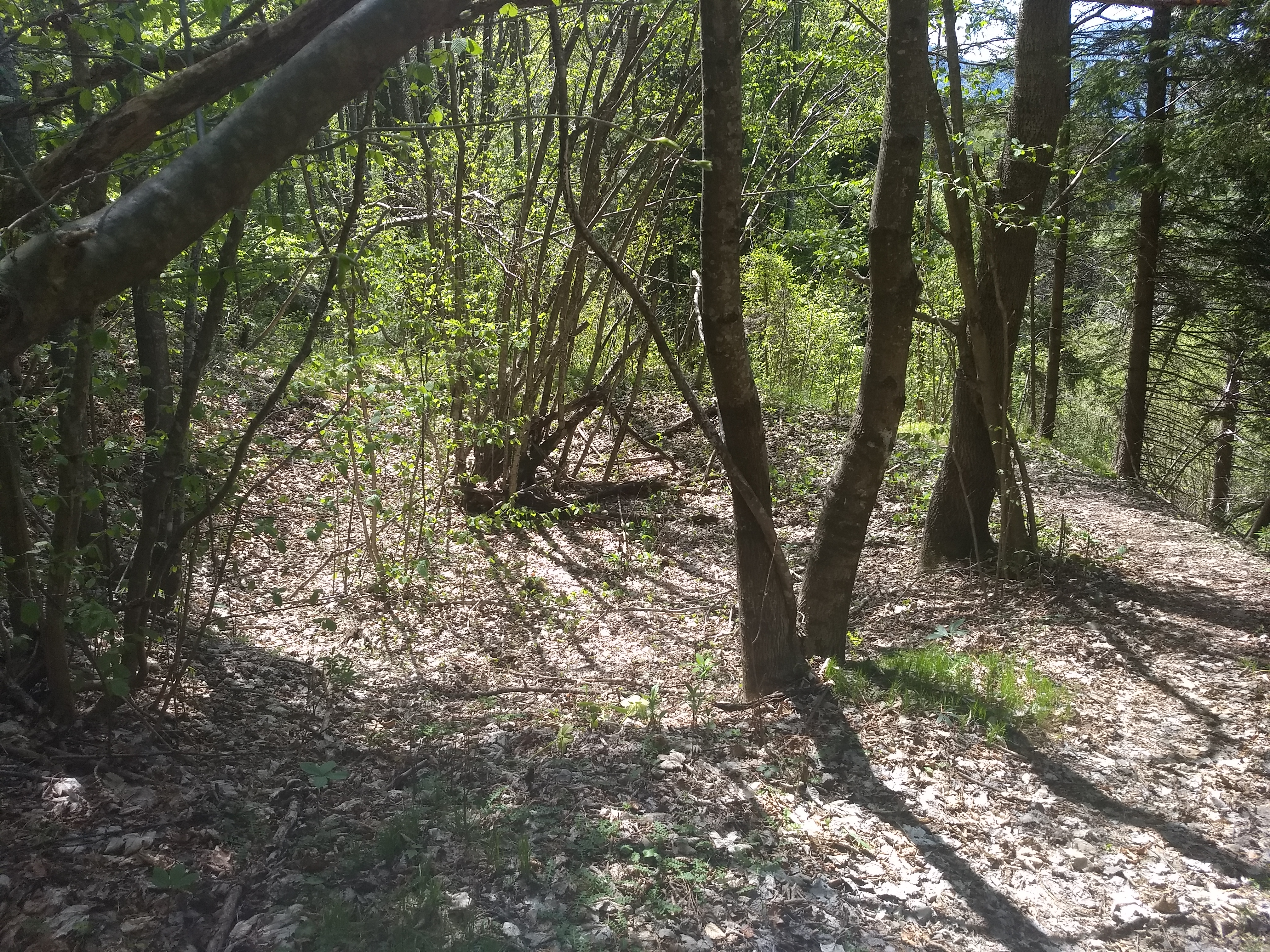
Monte Camiolo di Cima, aia di una carbonaia sul sentiero che conduce al fondo Olva
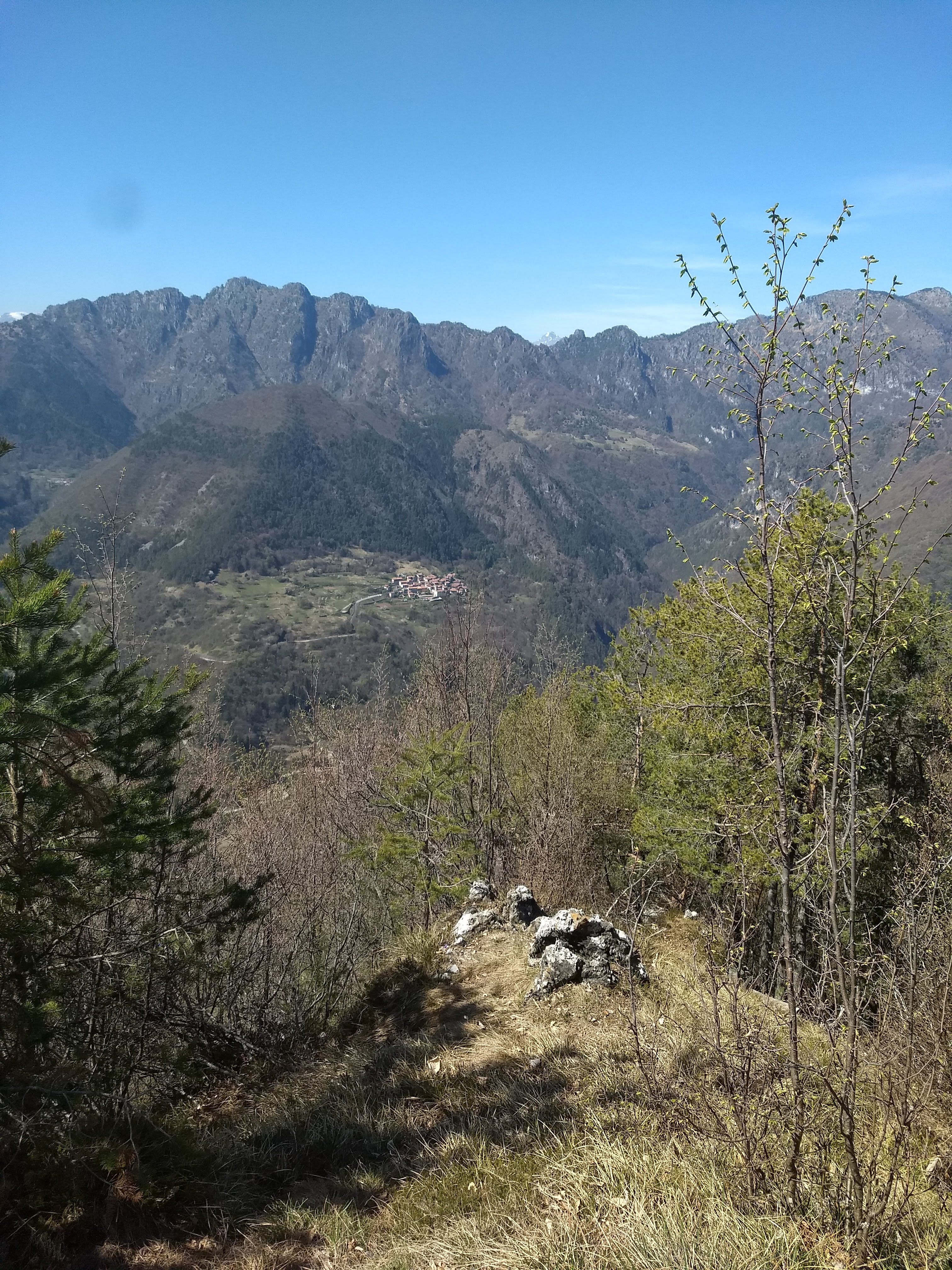
Monte Camiolo di Cima, Cima Camiolo o Pesòc con panorama dell'abitato di Armo
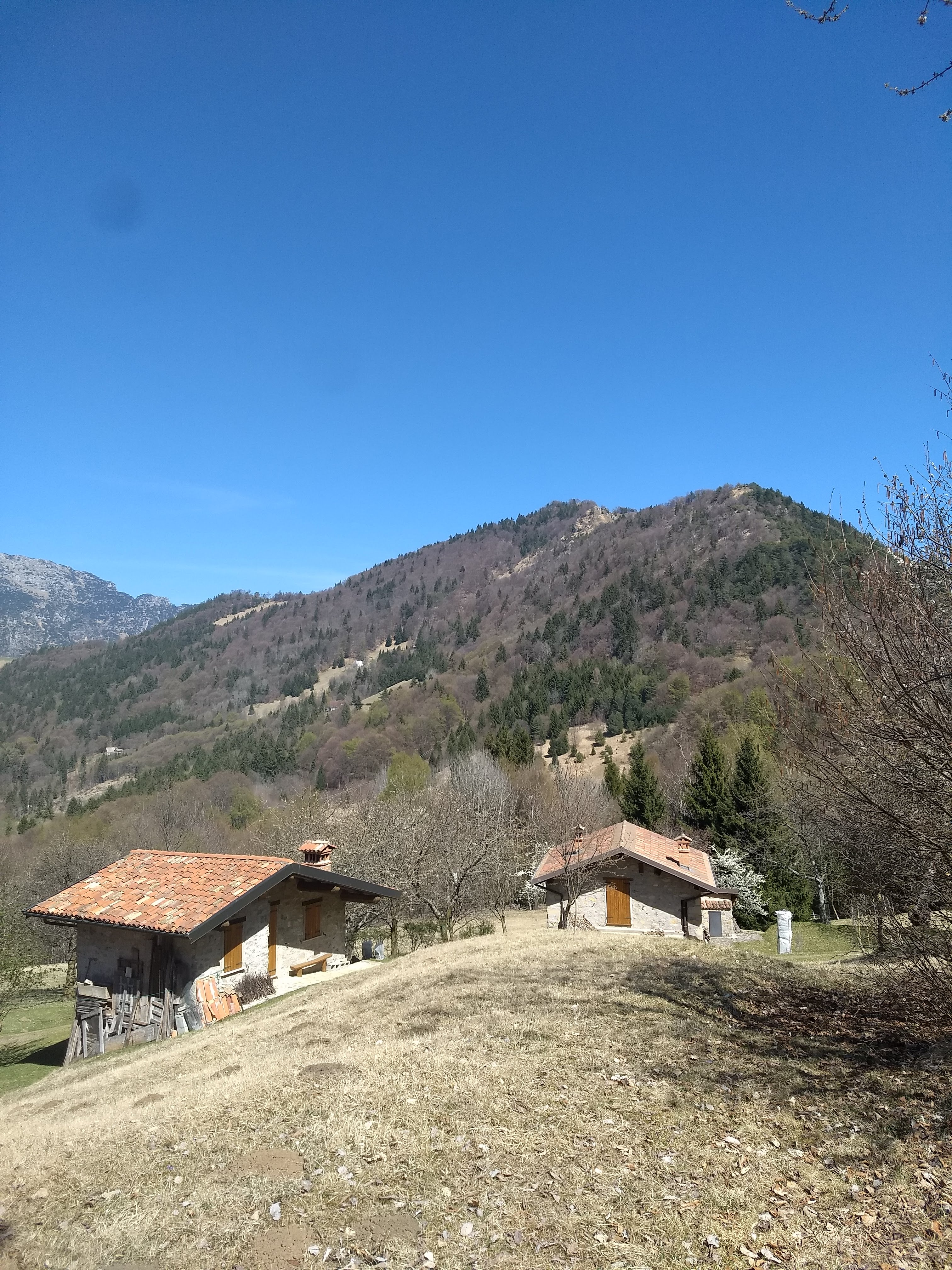
Monte Camiolo di Cima con panorama in successione della dorsale del monte Mangà, Cima Gosauer e Spiaz
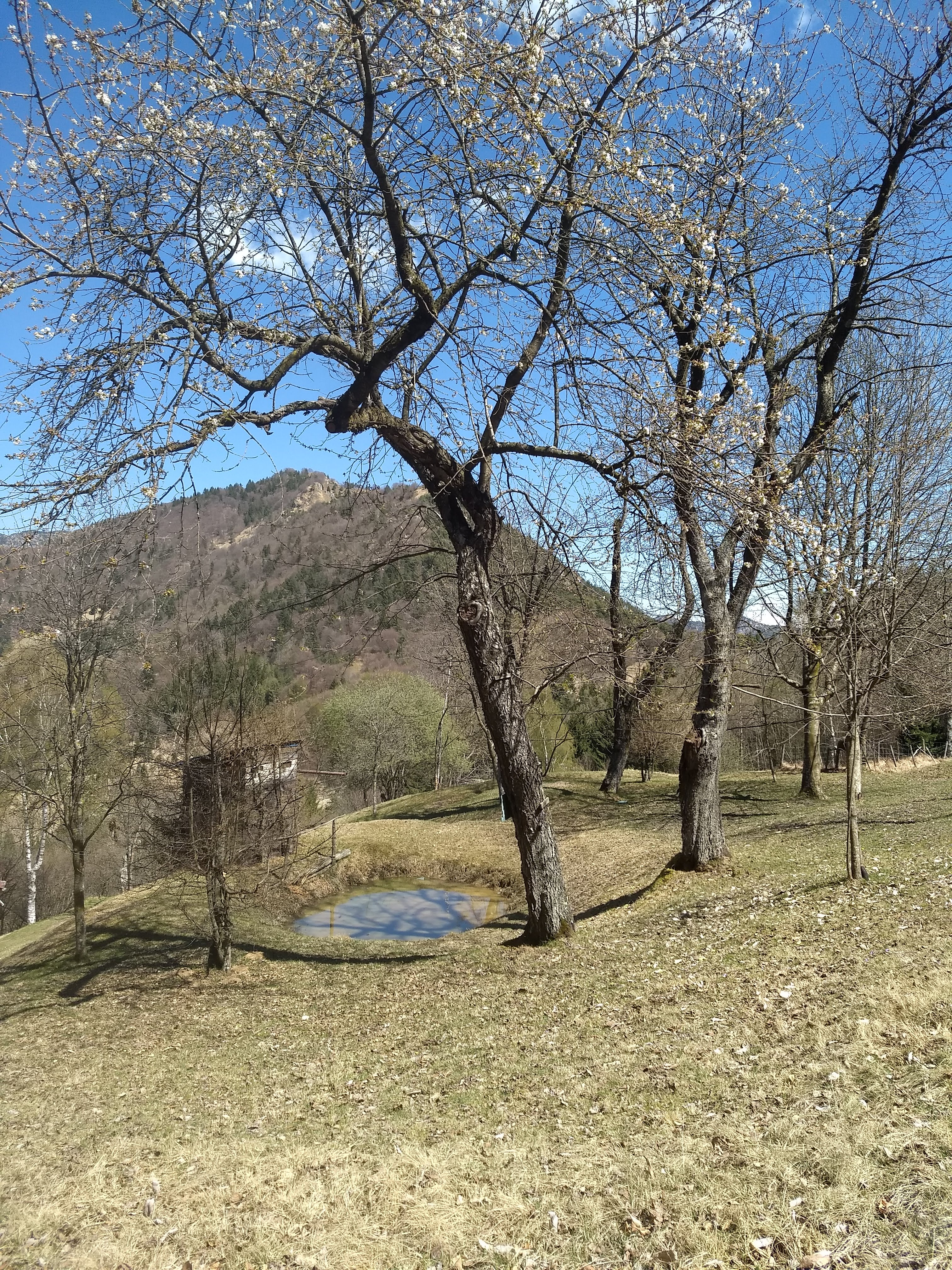
Monte Camiolo di Cima, pozza d'acqua, localmente detto lavàc
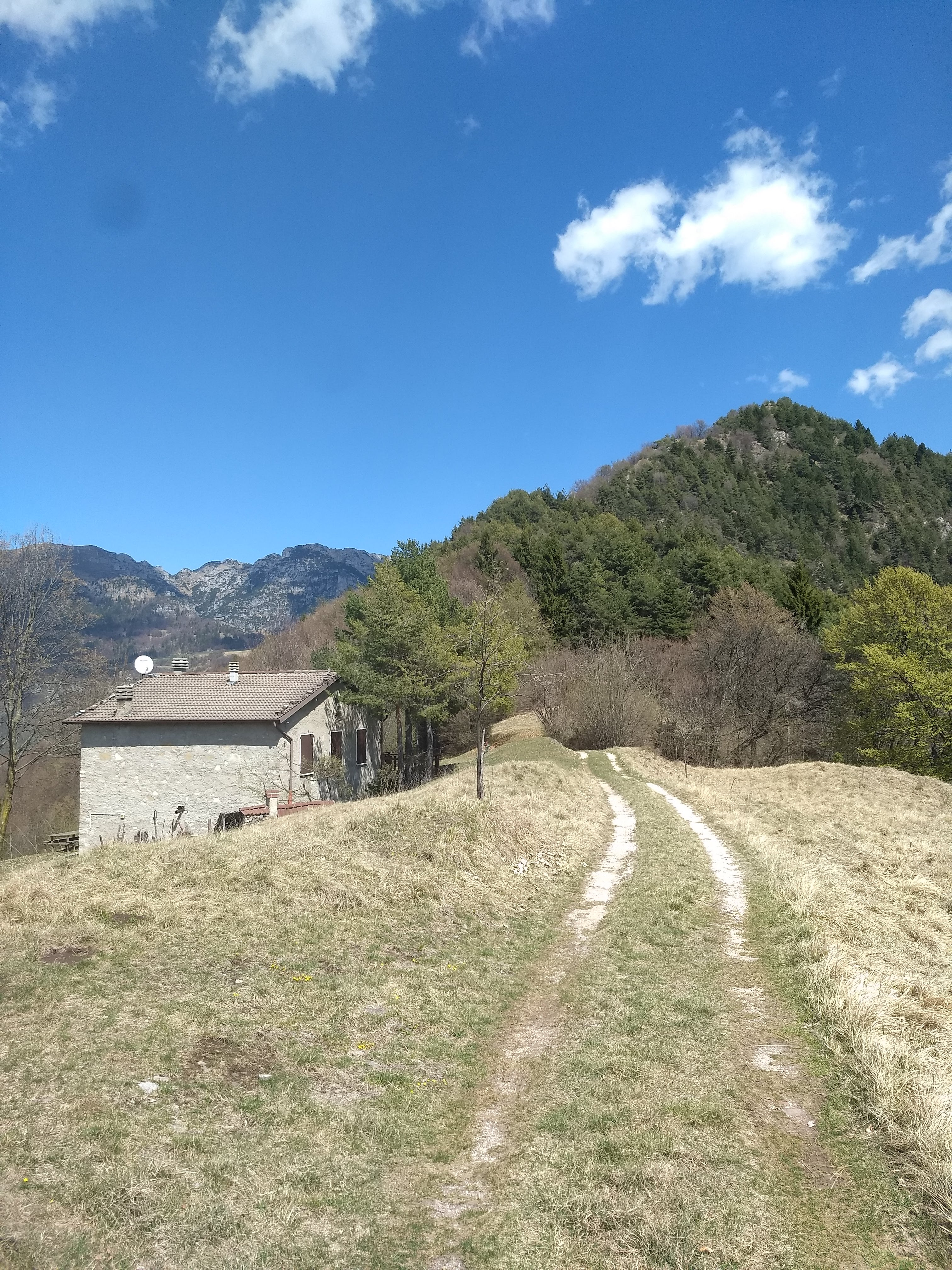
Monte Camiolo di Cima, valico di Bocca alla Croce e fienile omonimo
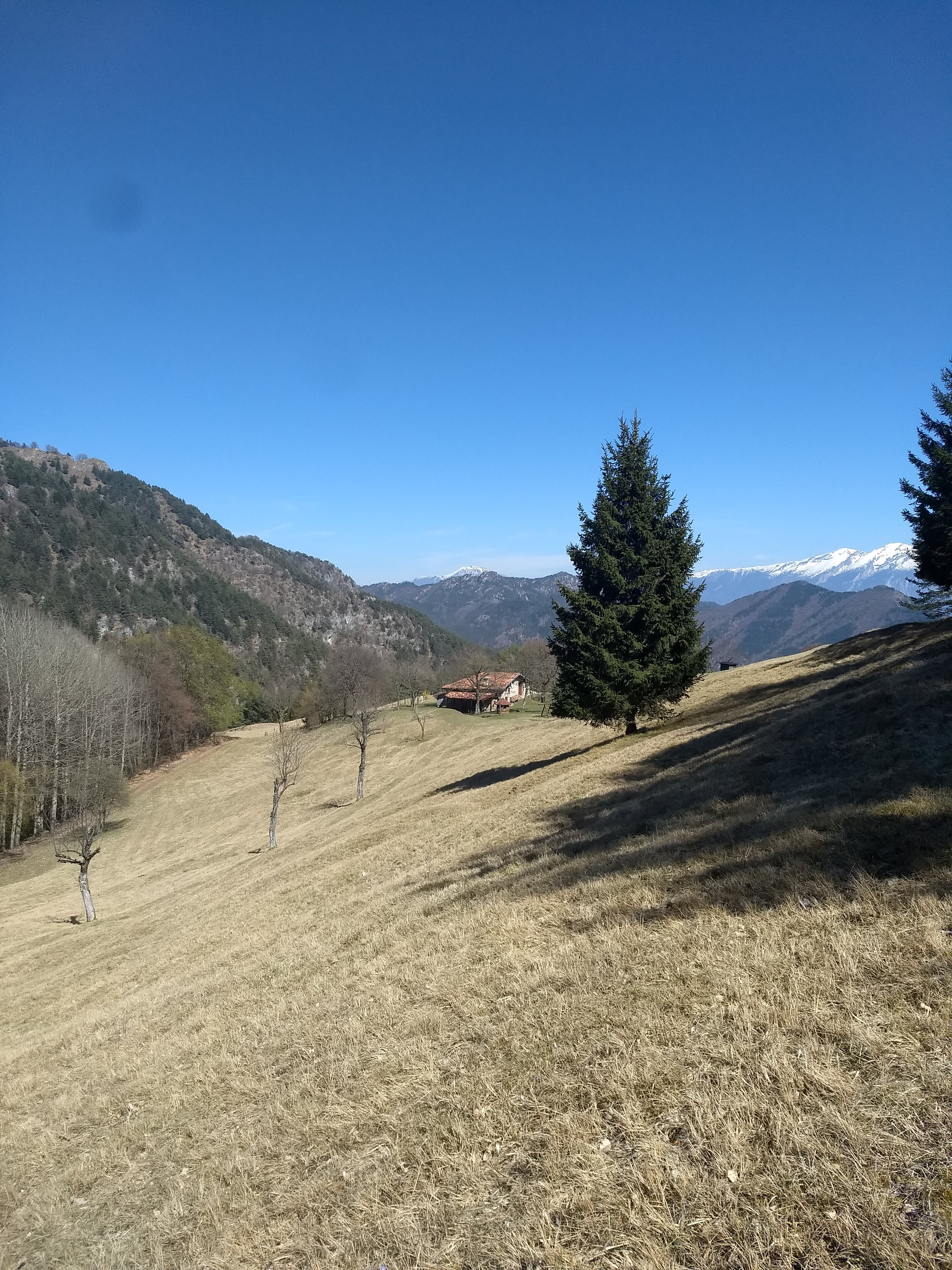
Monte Camiolo di Cima, dosso e fienile detto Ápene. Nel 1511 veniva chiamato Pine
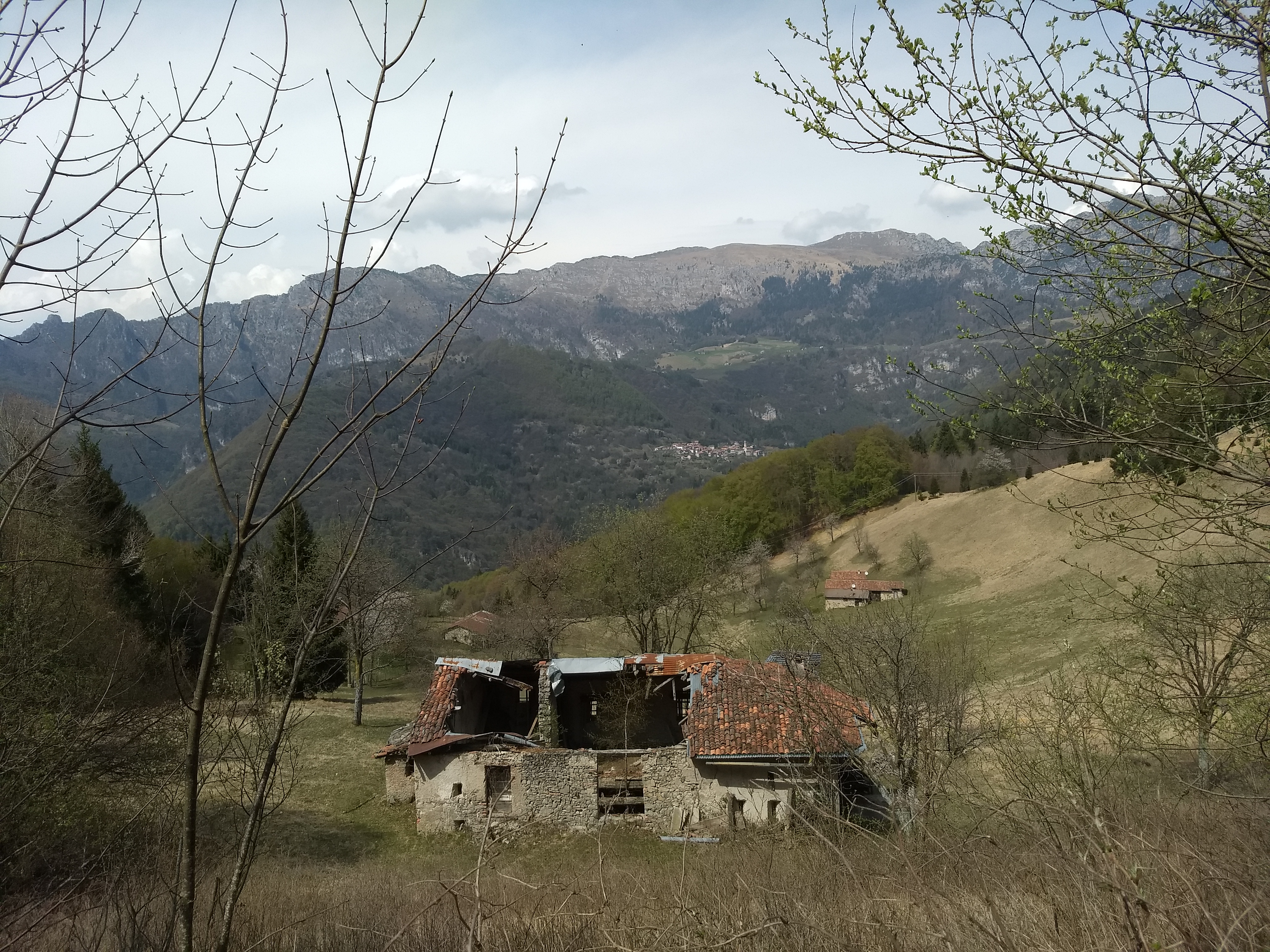
Monte Camiolo di Mezzo, in primo piano i ruderi del fienile detto Fabbrica, costruito nel 1877 da Filippo Viani, in secondo piano i fienili detti dei Pir
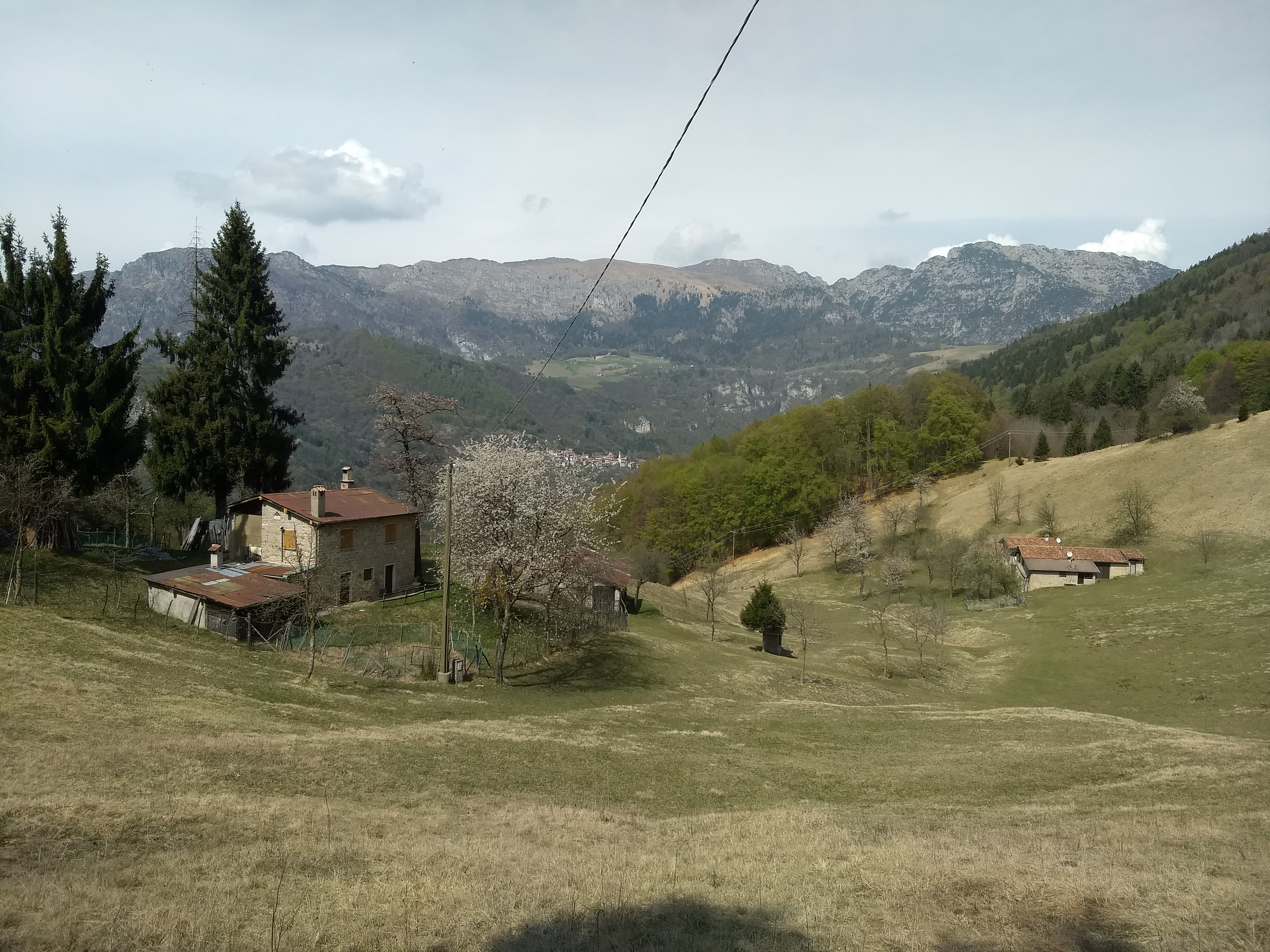
Monte Camiolo di Mezzo, fienili detti dei Pir
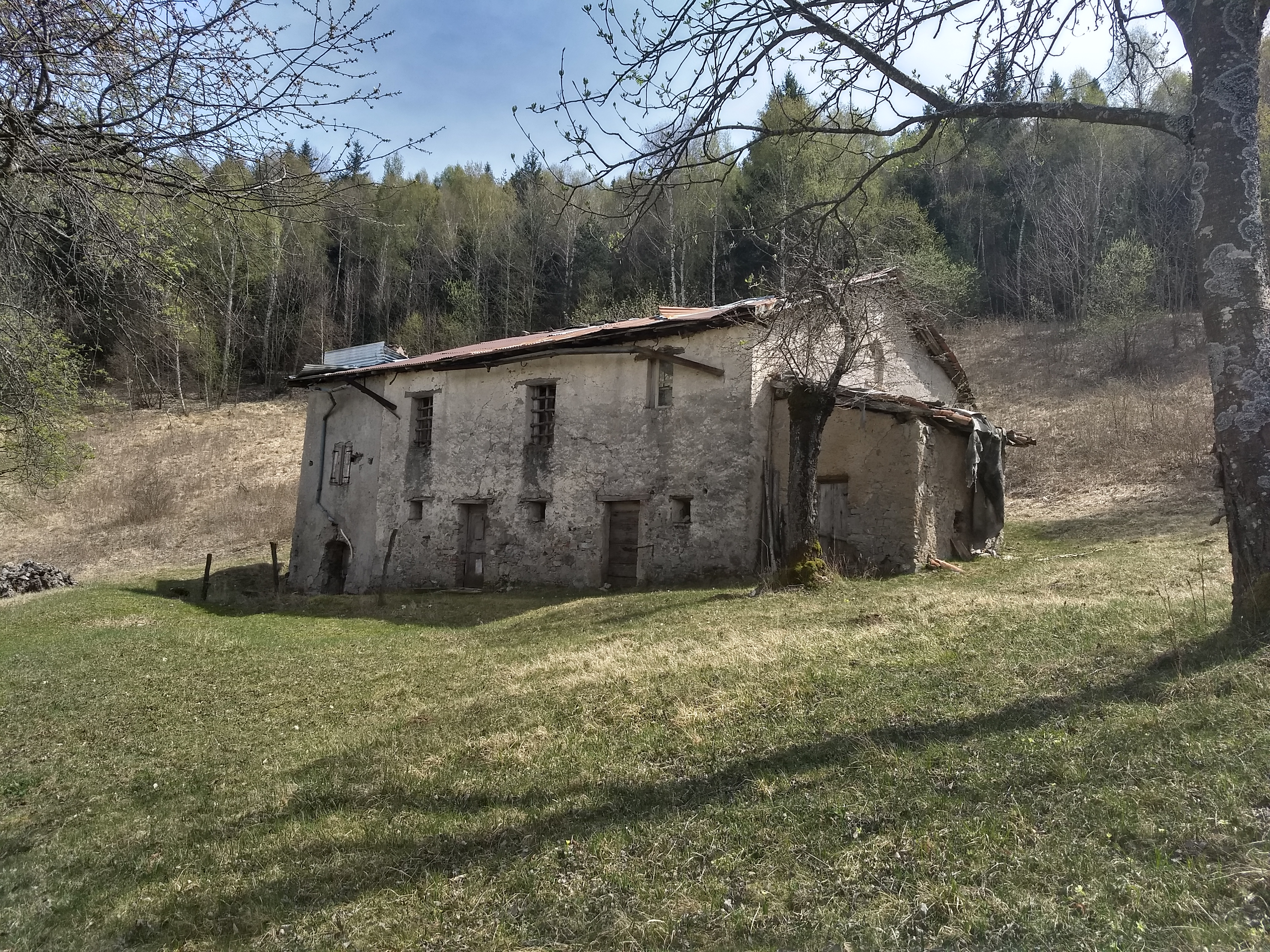
Monte Camiolo di Mezzo, fienile detto Fabbrica
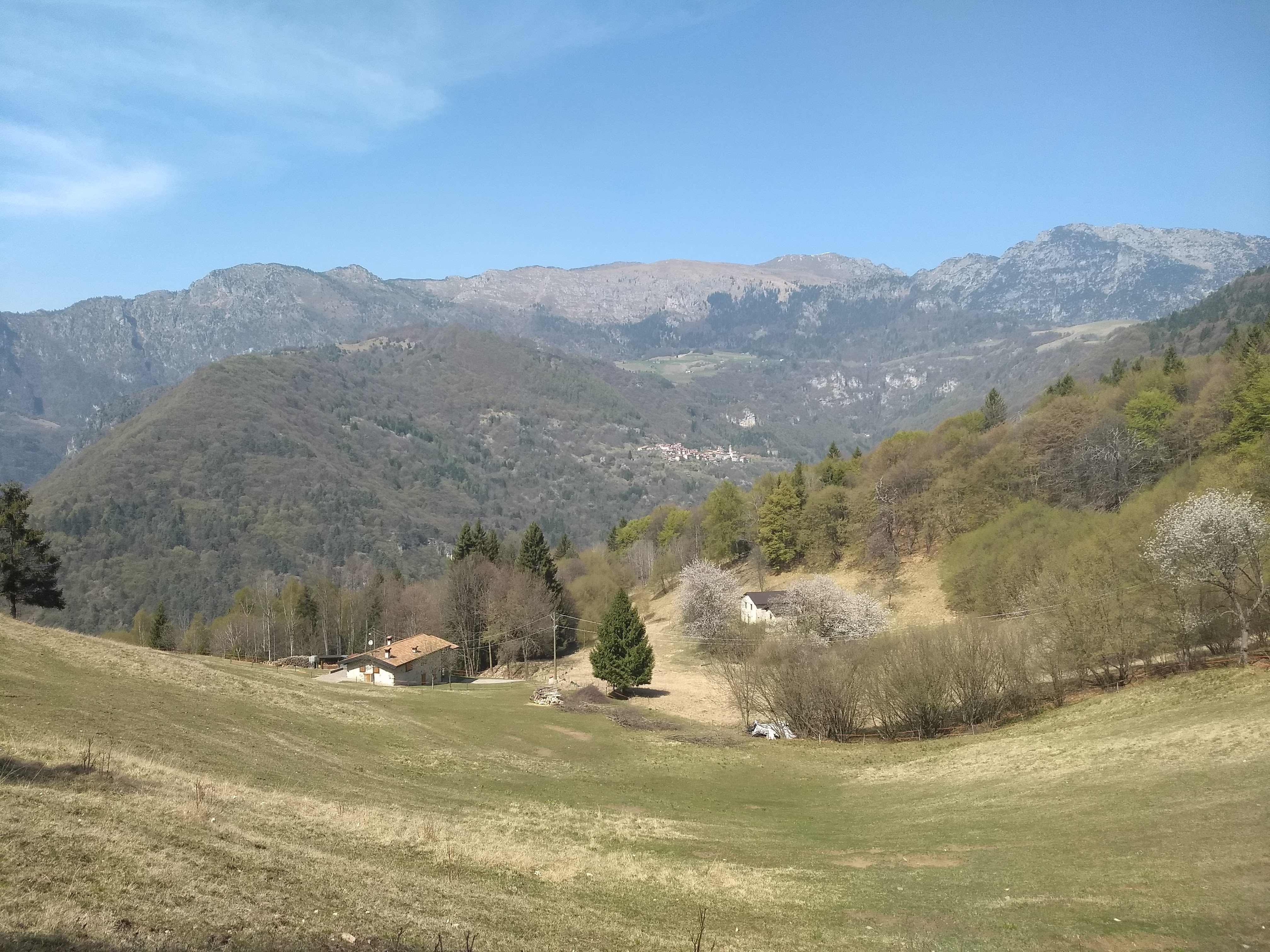
Monte Camiolo di Fondo, fienili della Massa, a sinistra Massa del Botér, a destra Massa dei Bernàrc, sullo sfondo Magasa
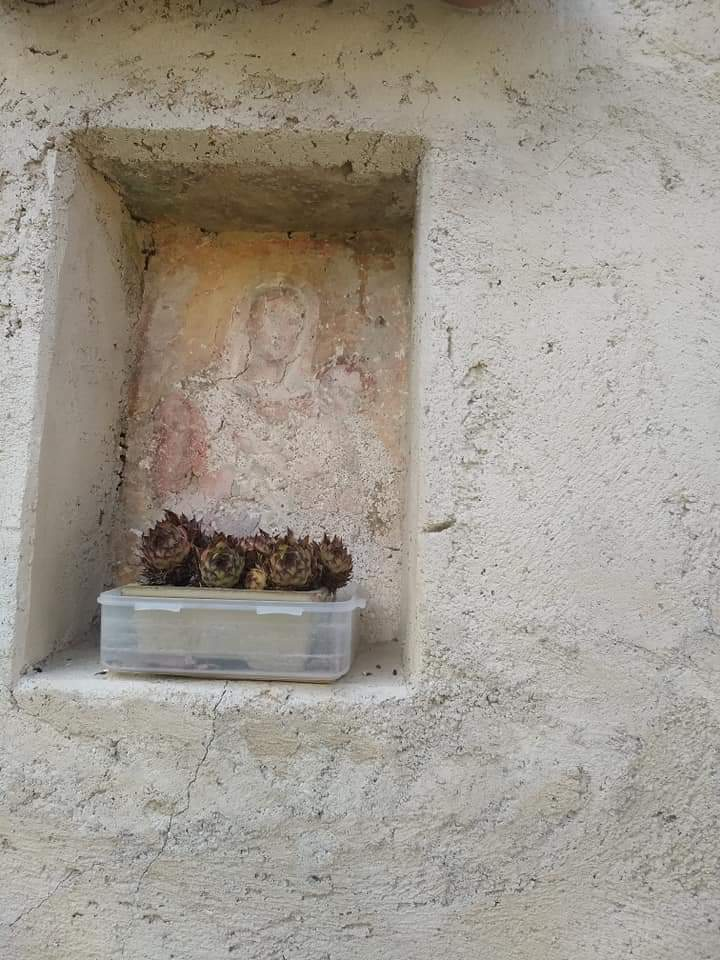
Monte Camiolo di Fondo, affresco sulla parete del fondo Massa del Botér
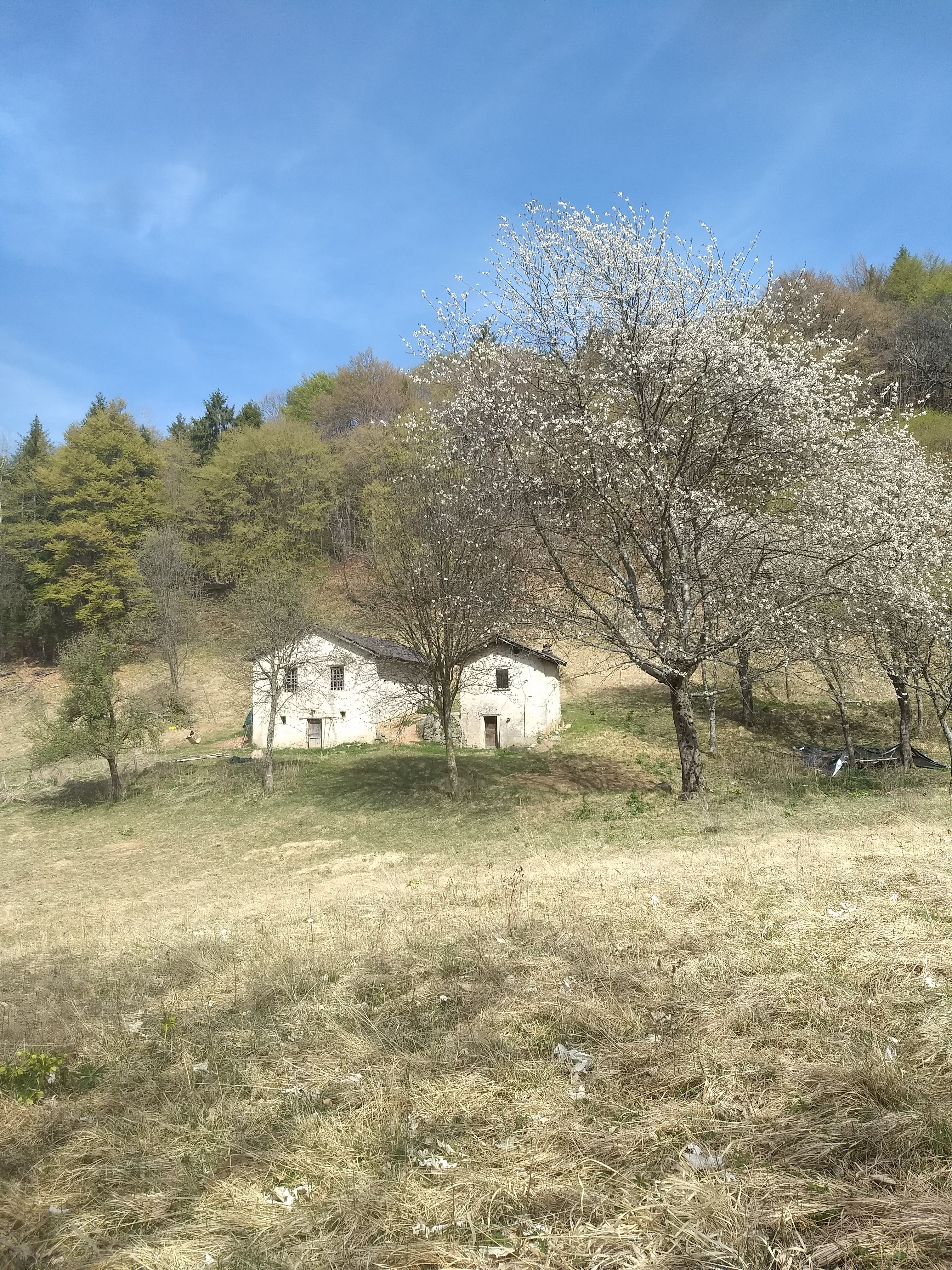
Monte Camiolo di Fondo, fienile detto Massa dei Bernàrc
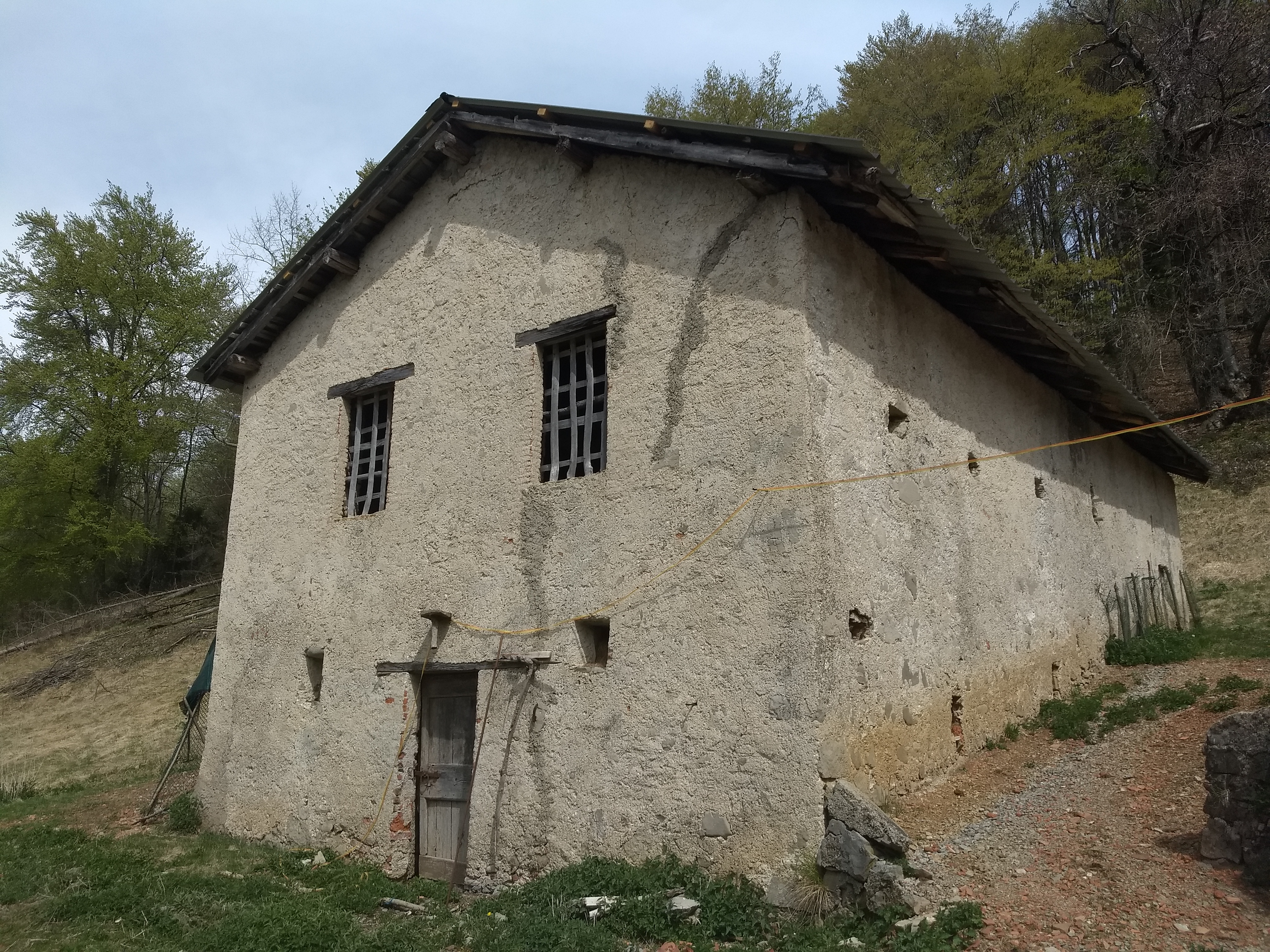
Monte Camiolo di Fondo, fienile detto Massa dei Bernàrc
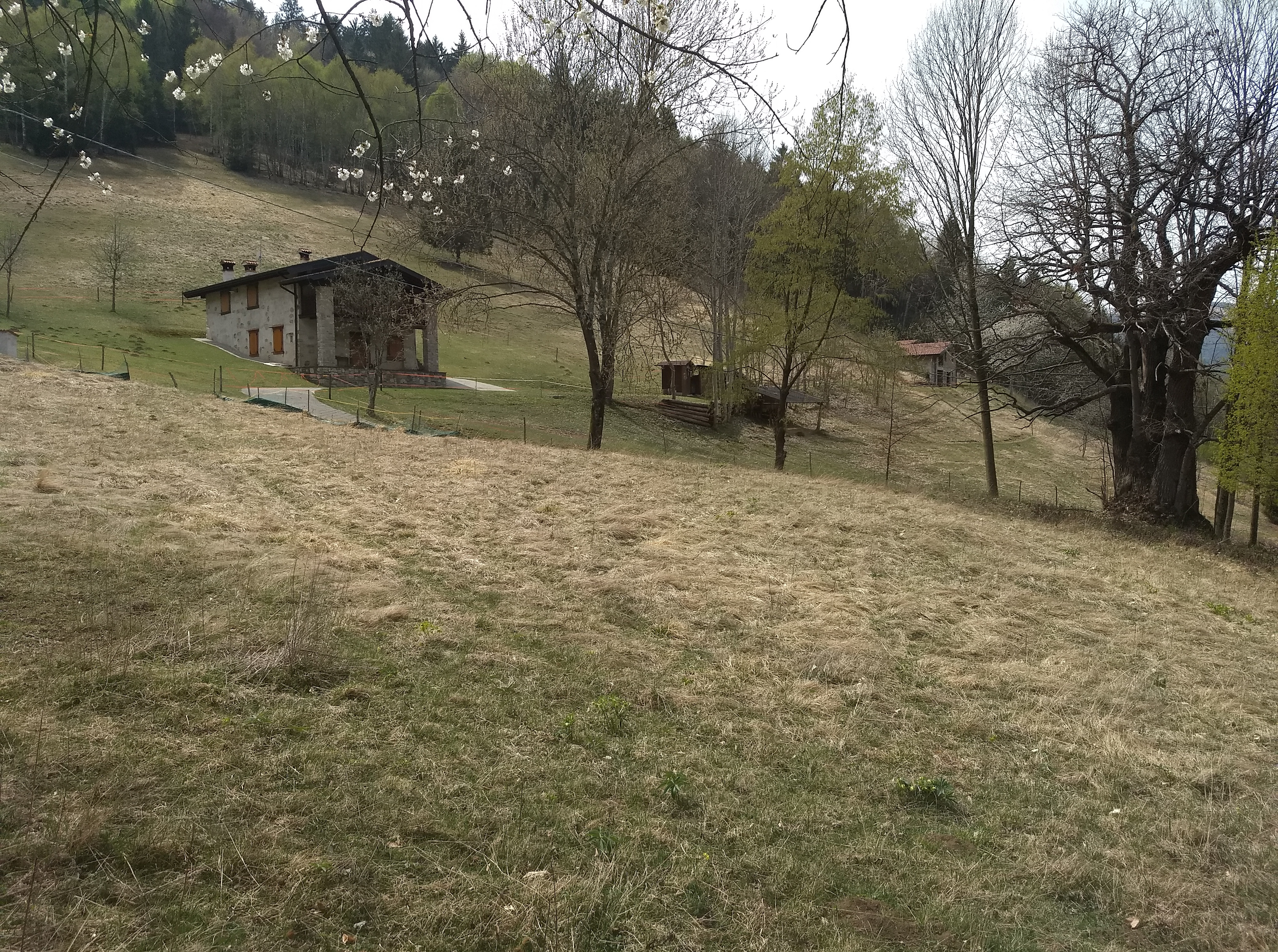
Monte Camiolo di Fondo, fienili detti Massa dei Botér e a destra Massa dei Mangane
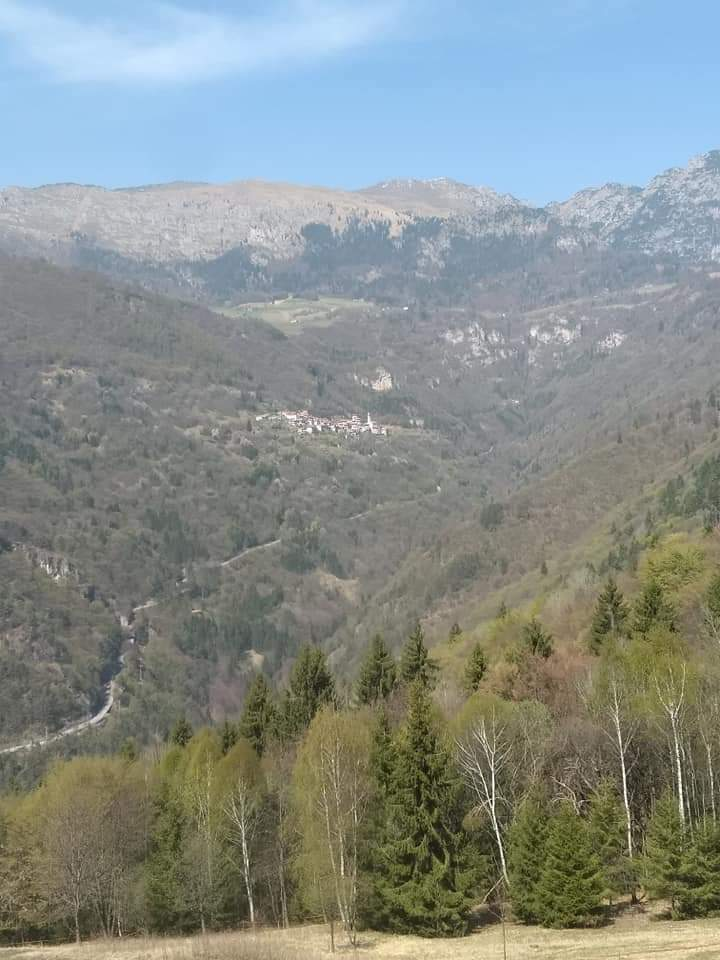
Monte Camiolo di Fondo, Magasa ripresa dal fondo Massa dei Mangane
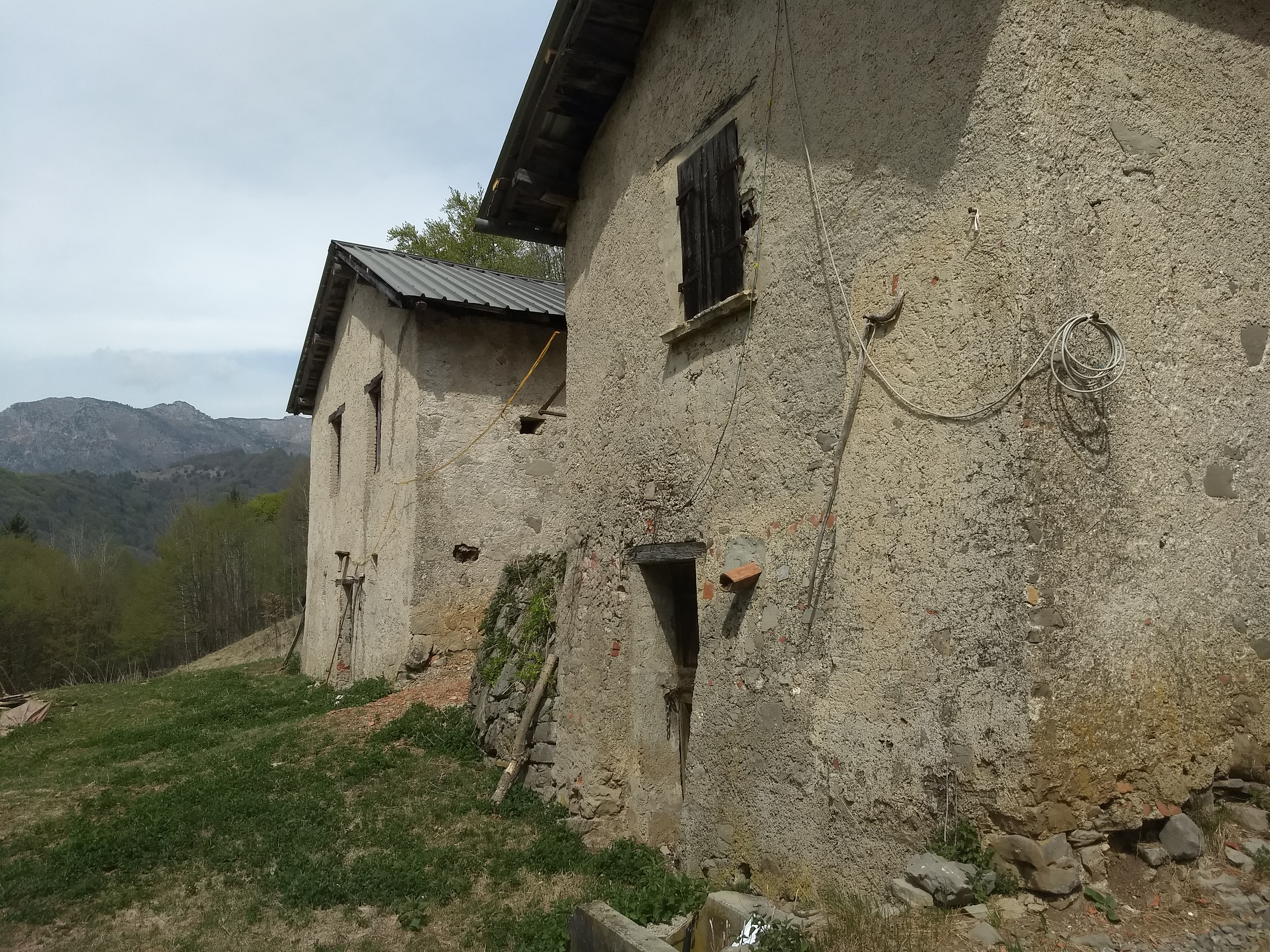
Monte Camiolo di Fondo, fienile detto Massa dei Bernàrc
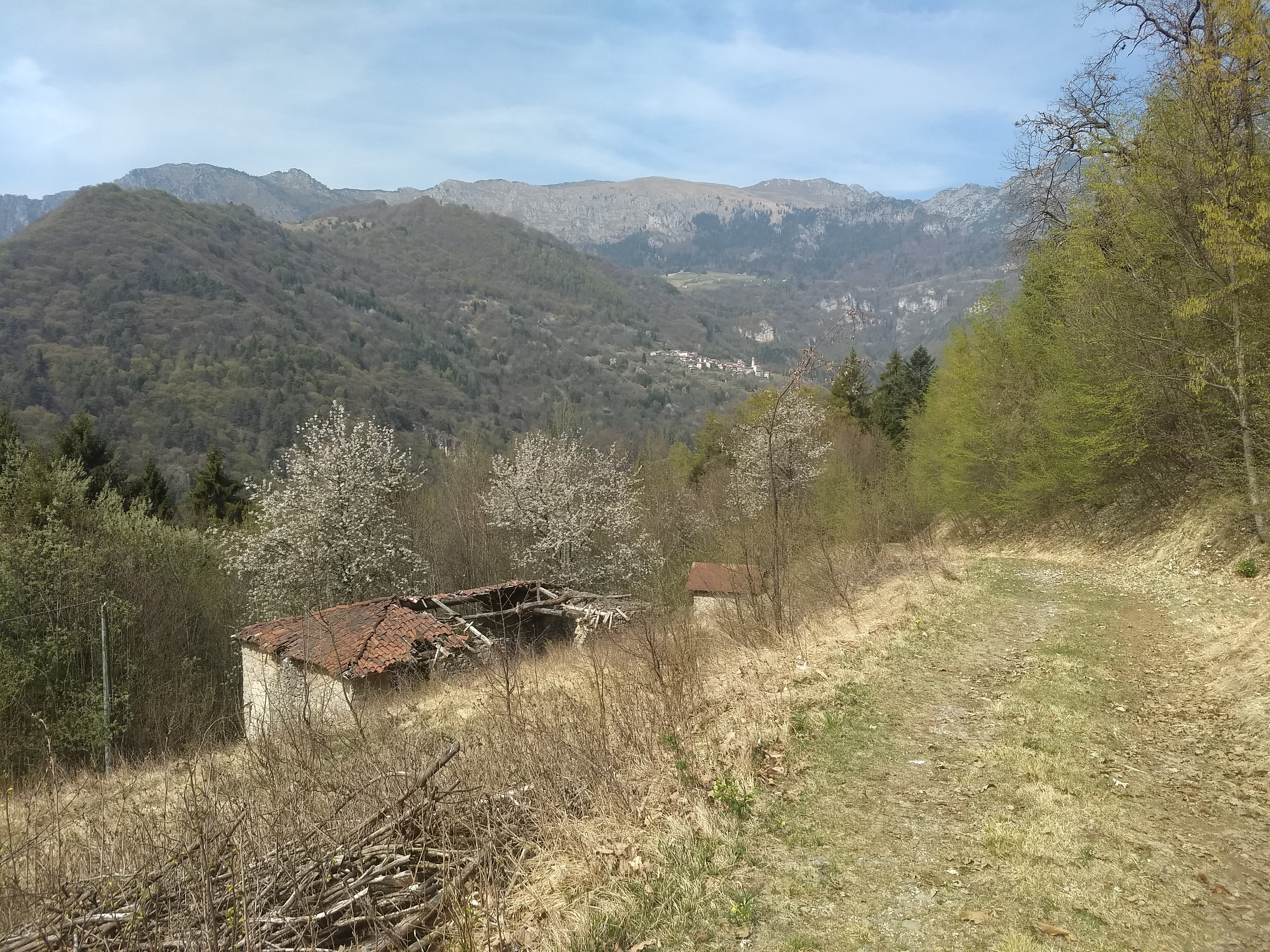
Monte Camiolo di Fondo, fienile detto del Celi e sullo sfondo Magasa
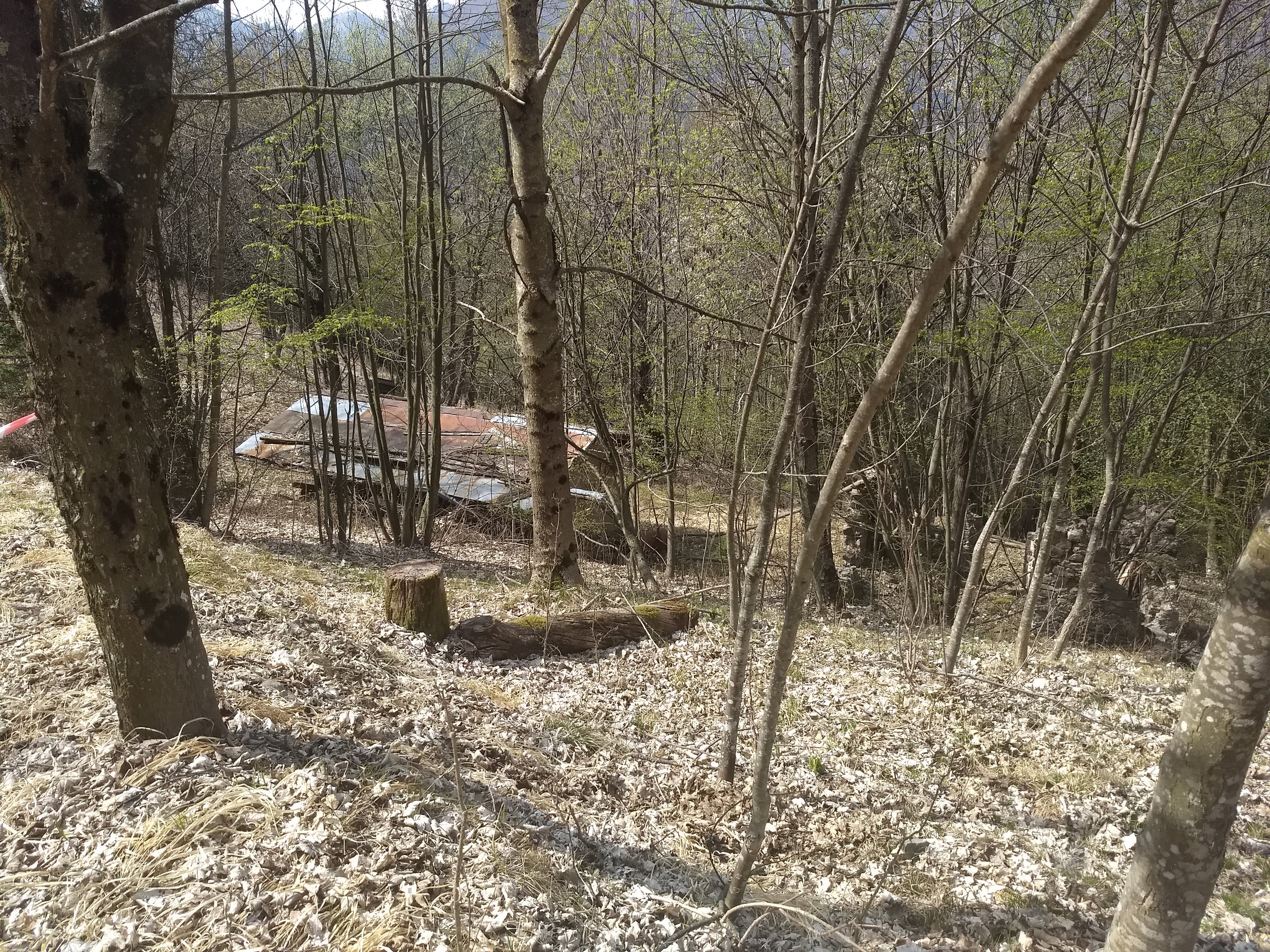
Monte Camiolo di Fondo, fienile detto del Vianì
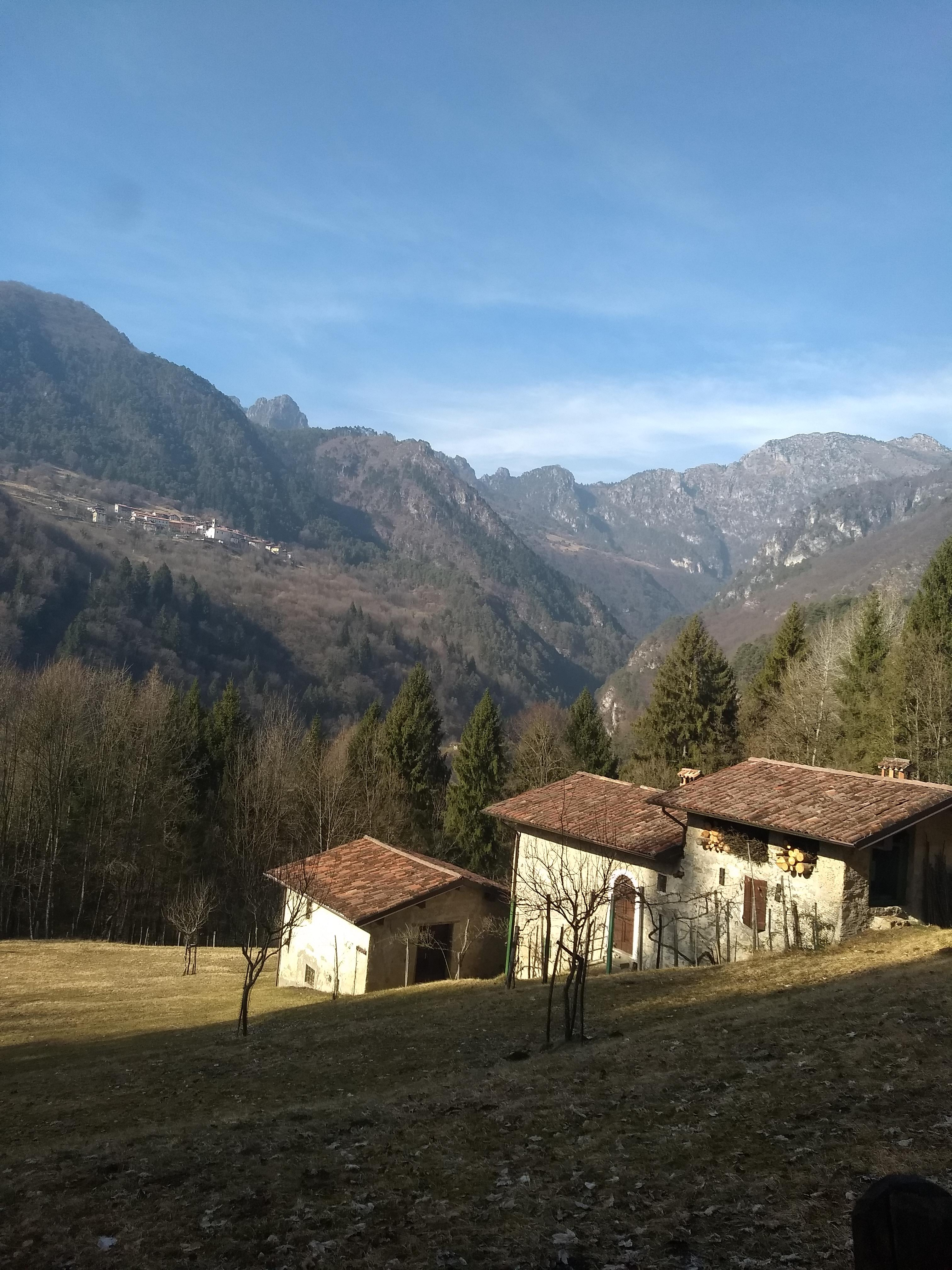
Monte Camiolo di Fondo, fienile detto Mangana